# Teatro de la Antigua Grecia

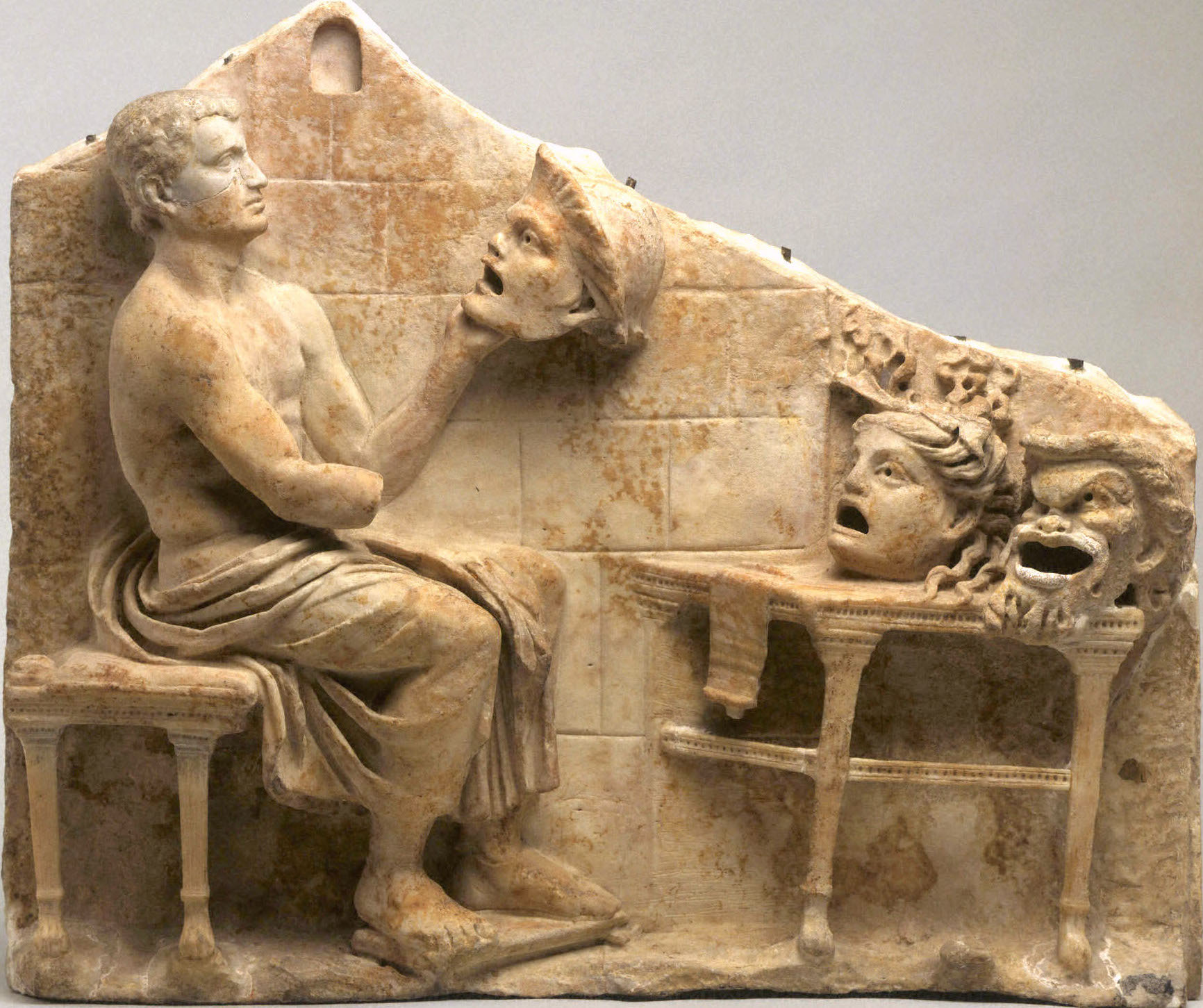
Relieve de un poeta sentado (Menandro) con máscaras de la comedia nueva, - principios del, Museo de Arte de la Universidad de Princeton.

El teatro (del griego: θέατρον, théatron «lugar para contemplar»), o más específicamente, teatro de la Antigua Grecia, es la cultura teatral que floreció en la antigua Grecia entre 550 a. C. y 220 a. C., época en que las polis griegas comenzaron a caer bajo dominio romano. 
Todos los grandes teatros se encuentran al aire libre. Así pues, el desarrollo del espectáculo se daba en un espacio al aire libre llamado orchestra, en el que se ejecutaban una gran variedad de espectáculos artísticos (danzas, recitados y piezas musicales), así como eventos cívicos y religiosos. Fue a través del teatro griego que se presentaron, por primera vez, los géneros teatrales (drama, comedia y tragedia), inspirados, principalmente, en aspectos de la sociedad, como las guerras entre las polis, las guerras médicas, o el conjunto de creencias sobre la mitología griega y los dioses olímpicos. 
Las construcciones se llevaban a cabo sobre superficies planas y con estructuras que permitiesen la acústica (en griego, ακουστικό, acusticó), que, a diferencia de los teatros actuales, permitían una visualización de más de 170°. Dicha disposición acústica y visual permitían la representación de cantos corales mixtos, es decir, interpretaciones musicales, una de cuyas variedades, el ditirambo, fue el progenitor de la tragedia ática. 

## Atenas: una nueva experiencia política
La democracia y el teatro fueron consustanciales con la ciudad de Atenas y, en tal sentido, consta que este último ejerció un papel de verdadero laboratorio político para los ciudadanos de las polis durante el siglo V a. C. Fue el tirano Pisístrato (543 a. C.), cuando la palabra tirano aún no tenía una connotación peyorativa, quien instituyó los primeros certámenes dramáticos buscando, de cierta manera, atraerse el favor del pueblo ateniense. 
Tras las primeras tentativas a cargo de Solón y Clístenes (ca. 500 a. C.), fue perspicacia del estadista Pericles (en pleno Siglo de Oro ateniense) llegar al convencimiento de que el ciudadano de Atenas podía ser educado políticamente mediante el teatro, y fue él precisamente quien ilusionó al pueblo con los ideales de coparticipación en la toma de decisiones y la corresponsabilidad en las mismas, esto es, con los conceptos de "igualdad ante la ley" (isonomía) y de "libertad de expresión" (parresía, isocracia). Así, frente a los antiguos ideales aristocráticos de un poeta como Píndaro, que ensalzaban los triunfos de las clases nobles y adineradas, en el teatro se naturaliza el nuevo régimen democrático.
Los integrantes del coro dramático eran ciudadanos corrientes de Atenas, que recibían un módico salario por participar en los concursos que se celebraban como parte de festivales populares. 
Durante las representaciones de las tragedias, la ciudad de Atenas se convertía en un auténtico escaparate para el resto del mundo, ya que a ella acudían vecinos de la región del Ática y del resto de las ciudades estado de toda Grecia. En ocasiones, los poetas, de acuerdo con los dirigentes políticos y para halagar a los ciudadanos, trasladan el escenario de la acción a la ciudad de Atenas. Por ejemplo, las dos primeras piezas de la trilogía de Orestes (Agamenón y Las Coéforas, de Esquilo) se desarrollan convencionalmente en Argos, en un pasado alejado y en relación con aspectos más primitivos del mito; en cambio la tercera pieza, Las euménides, representa un decorado ateniense, ante unos espectadores atenienses y en defensa de una institución ateniense tan noble como son los nuevos y más humanos tribunales de justicia.
Gracias a las representaciones teatrales, tanto de la tragedia como de la comedia, géneros literarios esencialmente ciudadanos y específicos atenienses, el teatro fue un importante vehículo que contribuyó a difundir y hacer enraizar los nuevos ideales democráticos entre el pueblo. Por ejemplo, en una obra tan temprana como Los persas, puesta en escena por Esquilo en el año 472 a. C. y costeada probablemente por el propio Pericles, se trasladó al pueblo ateniense el sentimiento de honor político/ cívico de la polis, frente a los antiguos, insolidarios y particulares honores y privilegios aristocráticos del siglo anterior. Un breve fragmento de Los persas de Esquilo dice así:

La noche adelantaba, pero la armada de los griegos no realizaba en parte alguna una salida oculta, mas cuando sin embargo, el día con sus corceles blancos ocupó la tierra toda, esplendente de ver, primero un grito resonó con clamor, como un canto, del lado de los griegos y, al tiempo, un eco agudo contestó desde la roca isleña: un terror invadió a todos los bárbaros al fallar en su cálculo; pues no cantaban como para huir los griegos el peán sagrado, sino aprestándose al combate con animoso ardor: la trompeta hacía arder con su grito todo aquello. Al punto, al acordado embate del remo resonante golpearon las hondas aguas al compás de los jefes de remeros y pronto todos estuvieron visibles a los ojos. La división de la derecha marchaba con buen orden la primera, con disciplina, y luego seguía toda la flota y se podía oír al tiempo un gran clamor: "Oh hijos de los griegos; id, liberad a la patria, liberad a vuestros hijos, mujeres, los templos de los dioses ancestrales, los sepulcros de los mayores; es la lucha por todo". De nuestra parte les respondía un clamor en lengua persa, ya no era tiempo de tardarse. Y al punto una nave clavó en otra su broncíneo espolón; la embestida la inició una nave griega y arrancó todo lo alto de la proa de una nave fenicia: cada uno dirigía ya su leño contra otro. El río de la flota persa hacía frente primero; mas cuando en un espacio breve se reunió gran número de naves y no podían ayudarse unas a otras y se embestían a sí mismos con las proas de boca armada por el bronce, ya entonces arruinaban el aparejo todo de los remos, y los navíos griegos, muy calculadamente, arremetían en torno, se volcaban los cascos de las naves, y el mar no podía verse ya, lleno de restos de naufragio, de sangre de los hombres; las riberas y escollos se llenaban de muertos. En la huida, sin orden remaba toda nave, cuantas había en la flota bárbara. Y ellos, como a atunes o a alguna otra redada de peces, con restos de los remos y tablas de los pecios, les herían, el espinazo les quebraban: un lamento acompañado de gemidos se extendía por el mar, hasta que el ojo de la negra noche lo estorbó. La multitud de males, aunque diez días hablara sin parar, no te la diría entera. Porque, sabe bien esto: jamás en un día solo multitud de hombres por el número, murió
Los persas (vv. 385-432)

De modo similar, en el Prometeo encadenado, Esquilo escenifica entre otros muchos mensajes el tema del ejercicio del poder y lo que cuesta mantenerlo. Hasta al propio Zeus le supuso quebraderos de cabeza conseguirlo de Prometeo. Poco a poco iba calando entre los ciudadanos el profundo significado de la validez de conceptos políticos como son la noción de un cierto orgullo nacional ateniense, la bondad ética de sus nuevas instituciones políticas, el concepto de poder con sus grandezas y miserias, o el respeto moral debido a las "leyes no escritas" y sin embargo enraizadas desde siempre en la conciencia del ser humano. En relación con esto, cabe mencionar y leer un fragmento del famoso discurso fúnebre de Pericles, según palabras del historiador Tucídides, II 37:

Tampoco transgredimos los asuntos públicos, más que nada por miedo, y por obediencia a las leyes, y de entre ellas sobre todo a las que están dadas en pro de los injustamente tratados, y a cuantas por ser leyes no escritas sería una vergüenza reconocida transgredirlas.

Y estas palabras en relación con la Antígona de Sófocles (vv. 450-460) o con los versos de Edipo Rey 863-870:

ANTÍGONA. (A Creonte.) No fue Zeus en modo alguno el que decretó esto, ni la Justicia, que cohabita con las divinidades de allá abajo; de ningún modo fijaron estas leyes ente los hombres. Y no pensaba yo que tus proclamas tuvieran una fuerza tal que siendo mortal pudieran pasar por encima de las leyes no escritas y firmes de los dioses.

También en Eurípides, el menos involucrado personalmente en la cotidianeidad de la vida política de la ciudad, se encuentran pasajes de educación cívica en los que se ensalza la magnanimidad de Atenas como ciudad hospitalaria y acogedora de suplicantes y exiliados. En Los Heráclidas (235-288), Atenas da la bienvenida a los desvalidos hijos de Heracles, a quienes persiguen sus enemigos de la ciudad de Argos. El rey de Atenas hace ver que una ciudad libre no recibe órdenes de nadie. Esta es la grandeza de la ciudad que promueve Pericles. La misma idea se expone también en Las suplicantes (398-408). El heraldo de Tebas, enviado por Creonte, quiere imponer su voluntad a Atenas para que deniegue auxilio a las madres de los guerreros argivos que habían acompañado a Polinices contra Tebas; más el rey de Atenas, Teseo, interviene para dejar bien claro cuáles son los usos, normas y prácticas legales por las que se rige una ciudad democrática como Atenas.

HERALDO. ¿Quién es el tirano de esta tierra? ¿A quién tengo que comunicar las palabras de Creonte, dueño del país de Cadmo, una vez que ha muerto Eteocles ante las siete puertas por mano de Polinices?

TESEO. Forastero, para empezar, te equivocas al buscar aquí un tirano. Esta ciudad no la manda un solo hombre, es una ciudad libre. El pueblo es soberano mediante magistraturas anuales alternas y no concede el poder a la riqueza, sino que también el pobre tiene igualdad de derechos.

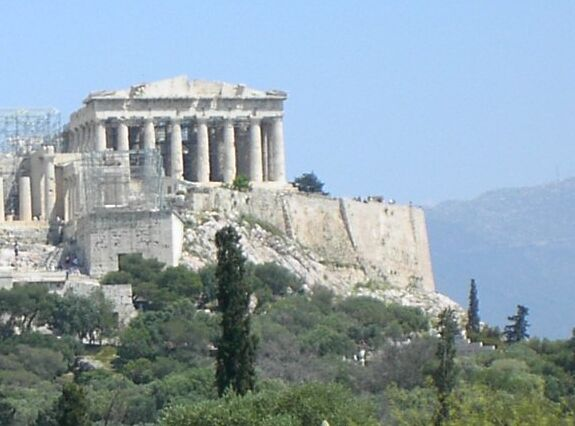
La Acrópolis de Atenas.

Ante este trasfondo cívico-político del teatro ateniense, no cabe duda de que su contenido, sus expectativas y sus intereses son algo más que pura propaganda política. El teatro es básicamente un complejo y rico espectáculo de arte auspiciado por la propia ciudad, con motivo de ciertas celebraciones religiosas, para poner en escena piezas de tragedia o de comedia compuestas por algunos autores de éxito. A dichas representaciones asistían buena parte de los ciudadanos atenienses como espectadores, interesados en presenciar, en forma dramático-mimética las aventuras y peripecias vividas y sufridas por los principales héroes de las antiguas sagas épicas, o para reírse y burlarse con los tipos "antiheroicos" que constituían los protagonistas de las comedias. Por otra parte, están los actores, que interpretan los diversos papeles, con sus máscaras y su vestuario; está el coro, integrado normalmente por un grupo de compañeros o amigos del personaje principal de la obra, con sus imponentes cantos corales; están lo que hoy llamaríamos "productores" encargados de la financiación de los ensayos y de los gastos de la puesta en escena; están los propios edificios que dan acogida al espectáculo, y todo el personal secundario que se necesita para la organización del festival (policía y guardias de seguridad, vendedores, etc.); estaba finalmente el jurado encargado de conceder los premios. En suma, toda una rica manifestación cultural, religiosa y festiva, en la que participan los ciudadanos de Atenas.

## Los festivales de teatro y la puesta en escena

### Mitos, rituales y costumbres en el teatro griego
Independientemente de cuál sea la definición que se le dé a la palabra mito o leyenda, puede entenderse que con ella se designa a una serie de antiguos relatos referidos a los héroes e incluso a los dioses, de los que se narran hazañas espectaculares, y en los que el imaginario colectivo posterior de un pueblo ha creado un conjunto de símbolos culturales. La literatura griega está repleta, desde sus más remotos orígenes homéricos, de personajes y sagas míticas locales; así, suele hablarse del ciclo troyano (en torno al cual se agrupan los principales héroes y familias que participaron en la expedición de la guerra de Troya: Agamenón, Menelao, Electra, Orestes) y del ciclo tebano (en el que aparecen las figuras de Edipo, Antígona, Eteocles y Polinices, los dioses Dionisio, Zeus y el héroe local Heracles, entre otros).

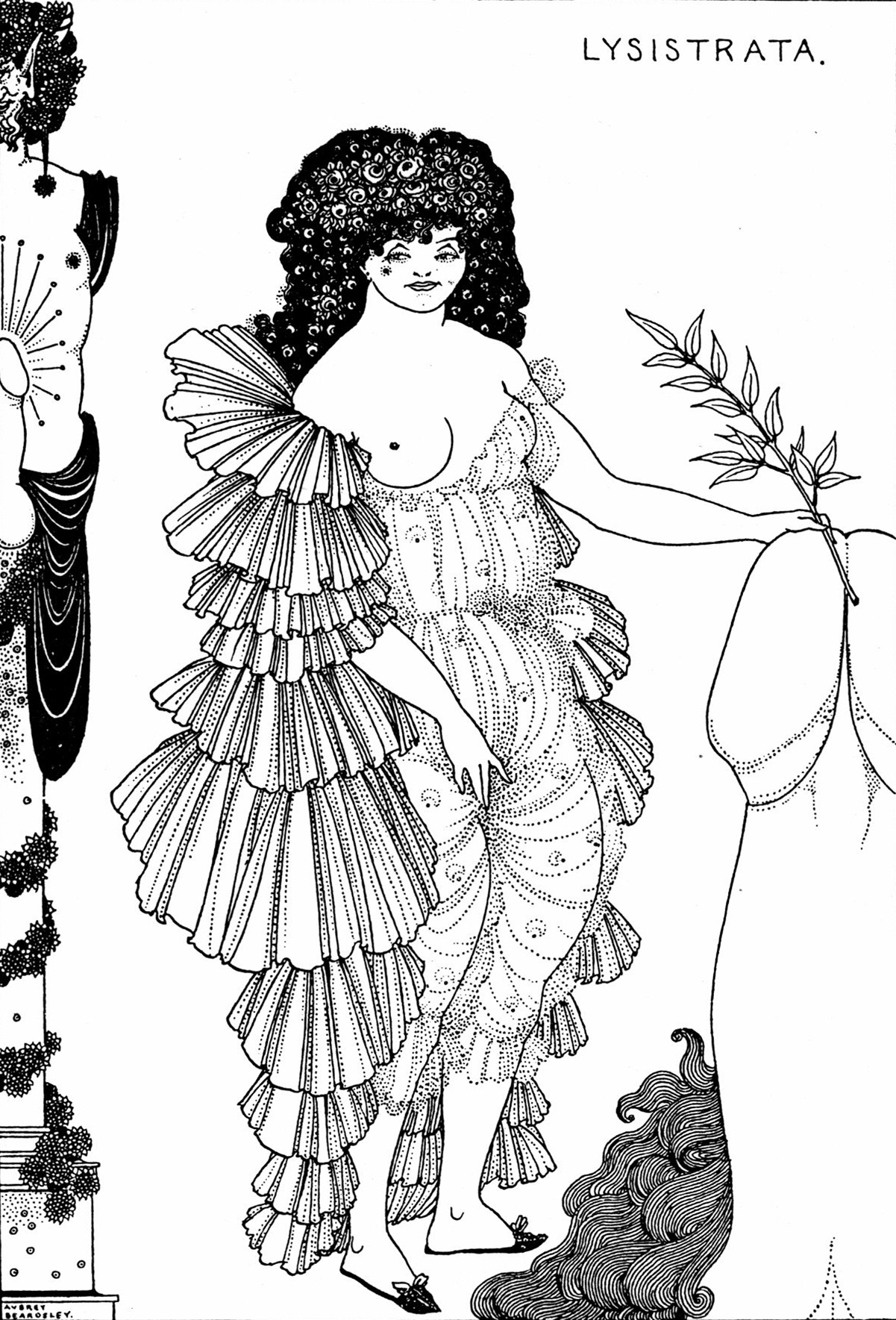
Lisístrata, una comedia de Aristófanes. En ella, las mujeres de toda Grecia se complotaron y cerrarían sus piernas a los hombres si estos continuaban haciendo guerras, donde es muy conocida la escena en la que los soldados vuelven con sus miembros en carretillas, clamando el amor de sus esposas.

No obstante, la postura que han mantenido ante el mito los diversos autores de tragedias dista mucho de ser homogénea. En una progresiva evolución, se observa cómo al principio Esquilo se muestra respetuoso y crédulo ante el mito y la religiosidad tradicional, mientras que no muchos años más tarde Eurípides asumirá una crítica revisionista de los personajes míticos y de las antiguas creencias religiosas. Con ello, este último no hacía sino seguir probablemente los pasos de filósofos y pensadores como Jenófanes de Colofón, quien defendía la idea de que los dioses de Homero no eran sino una pura ficción. De otro lado, si hay una característica singular del mito es su anticanonicidad. No existe una única versión de un mito. En todo caso, para los antiguos griegos no estaba tan nítida como para nosotros la contraposición entre mito e historia o entre pensamiento mítico y pensamiento racional. Sin duda, los antiguos griegos creían que Agamenón fue un antiguo rey que, con toda certeza, había acudido a una antiquísima guerra de Troya, y seguían respetando y venerando las tumbas de los «antiguos héroes» a los que continuaban rindiendo culto como criaturas benéficas, incluso después de muertos, para la comunidad. Incluso cabría recordar que el mito es un producto de una sociedad esencialmente oral, un conjunto de relatos que pueden transmitirse en un formato múltiple: como canto, como recitado poético, como representación plástica e iconográfica.
El repertorio mítico entronca por otra parte con los rituales religiosos a los que también desde antiguo estuvo vinculado al teatro como parte de una serie de celebraciones o fiestas religiosas insertas en la tradición de antiguos rituales. Para los antiguos griegos, la base de la religión se encuentra más en el ritual y en el conjunto de creencias, y aquí de nuevo la civilización contemporánea se halla alejada de los griegos. La sociedad ateniense estaba más ritualizada que la europea moderna. Por otra parte, entre ritual y teatro antiguo existen una serie de enlaces muy sugestivos que interactúan en uno y otro sentido, del ritual al teatro y del teatro al ritual. Estos son los elementos: el ritual de súplica, los rituales funerarios, la purificación o catarsis de la «oración».
En una sociedad primitiva donde la protección personal no está asegurada institucionalmente, los ritos del suplicante adquieren una extraordinaria importancia. De hecho se interpreta como un acto abominable no proporcionar derecho de acogida a un suplicante o expulsarlo del santuario donde ha buscado asilo. En el teatro abundan las escenas del suplicante que implora el auxilio del poderoso, y es posible que los propios autores de tragedia aprovecharan la existencia de este ritual de súplica porque encontraron en él un mecanismo de enorme impacto escénico y dramático.
De otro lado, las costumbres y ritos funerarios de los griegos entraron igualmente de lleno en la arquitectura dramática. La persona que muere no encontrará definitivo reposo hasta que le hayan cumplido una serie de ritos religiosos relacionados con su enterramiento. La joven Antígona entiende que debe dar sepultura a su hermano Polinices, a pesar de la expresa prohibición del rey Creonte; en Las Coéforas de Esquilo se encuentra a un grupo de personas enviadas por Clitemnestra para que viertan libaciones sobre la tumba de Agamenón. Estas y otras prácticas funerarias implican un ritual complicado: las mujeres lloran, se golpean el pecho, se cortan el pelo, se desgarran sus vestidos al tiempo que entonan gritos inarticulados de tipo «ió», «ió», «ai», «ai», «paián», «paián», mientras vierten libaciones y presentan sus ofrendas al muerto. En todo caso, la muerte se presenta al griego como fuente de contaminación míasma (gr. μíασμα, de la que tanto el individuo como la colectividad debe limpiarse mediante un ritual de purificación. Así, cuando Orestes llega a Atenas después de haber asesinado a su madre, los atenienses le dan acogida pero no le dirigen la palabra, porque todavía está contaminado por el asesinato. Y nuevamente en el Edipo Rey aparece toda una ciudad contaminada porque en ella habita un asesino que aún no se ha sometido al ritual de la purificación. Los ciudadanos acuden al palacio de Edipo como suplicantes con una petición concreta: encontrar al causante de la contaminación y expulsarlo de la ciudad. Es un tipo de súplica a la vez política y religiosa, ya que no se trata solo de lograr que regrese la prosperidad a Tebas, sino que tiene una carga de significación religiosa.

#### Las Musas inspiradoras
Cabe mencionar que el teatro se consagraba íntegramente a las nueve musas de la inspiración, por su muy estrecha vinculación con el dios Apolo, patrón de las Bellas Artes. Cada una de ellas representan virtudes artísticas y cognoscitivas, dos de ellas son musas directas del teatro antiguo.

Las musas en el teatro
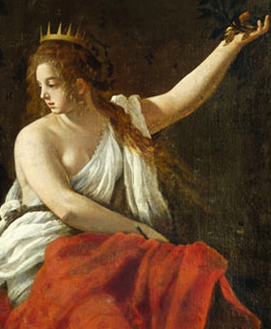
Calíope
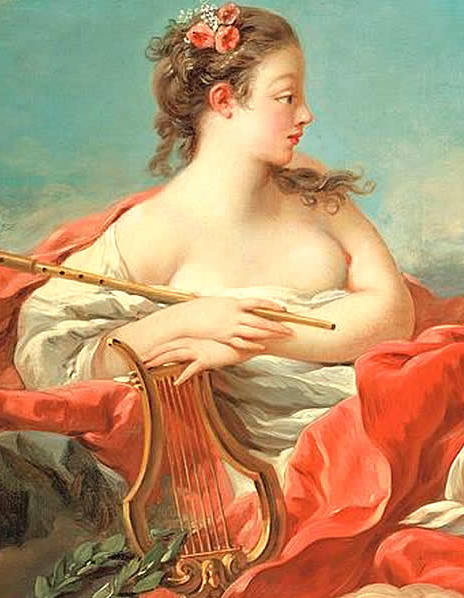
Érato
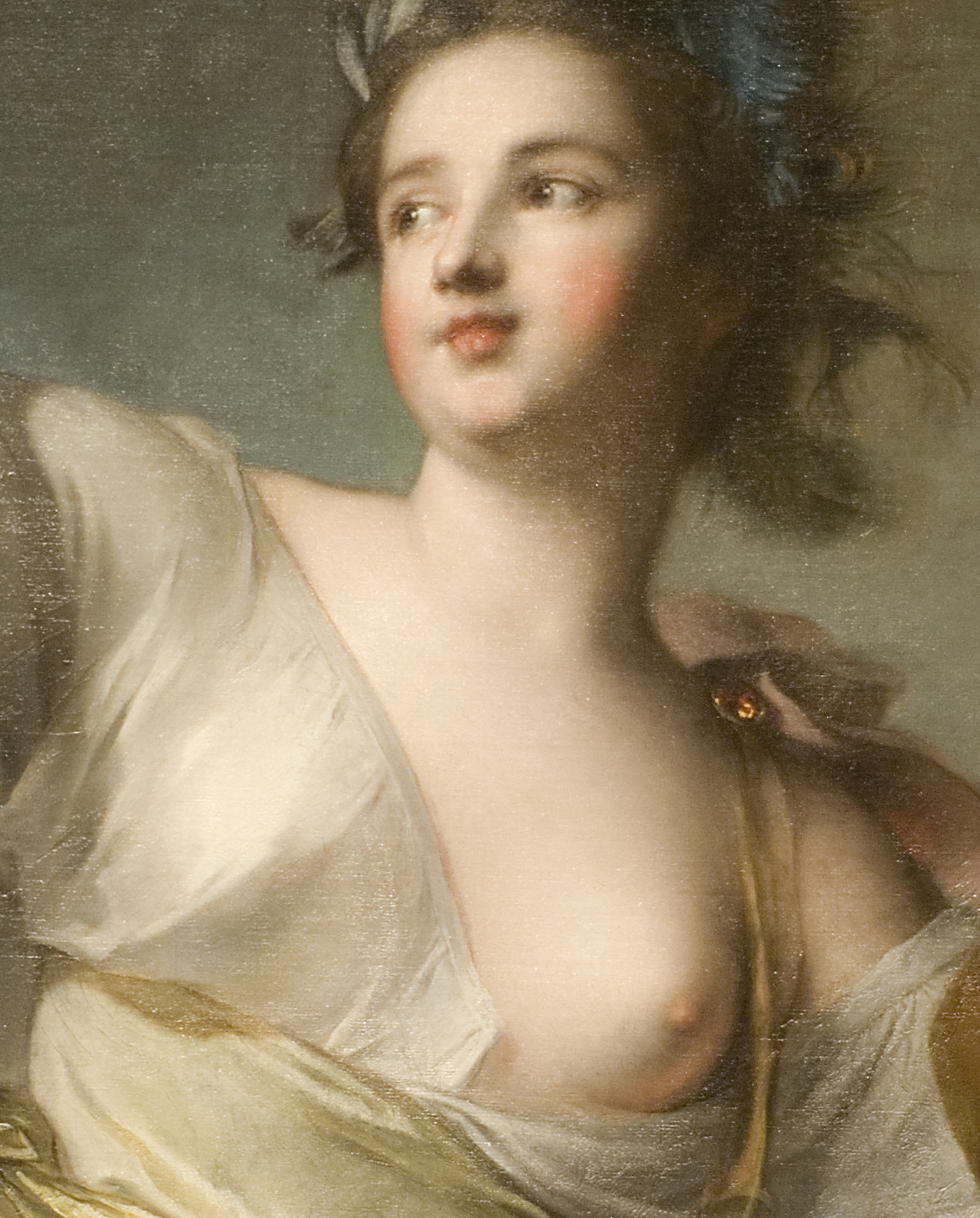
Terpsícore
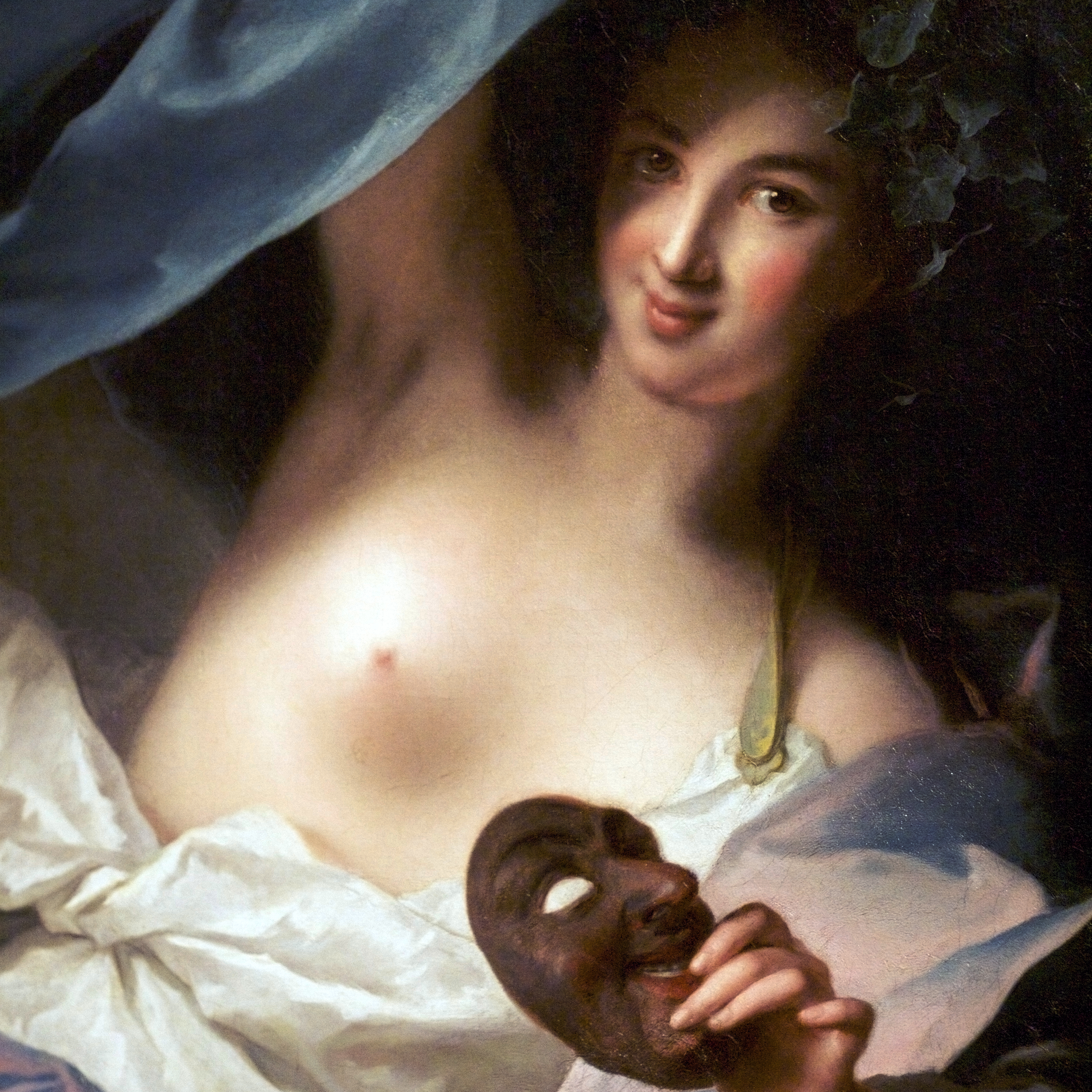
Talía
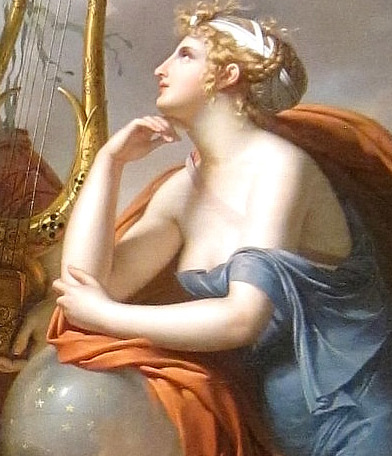
Urania
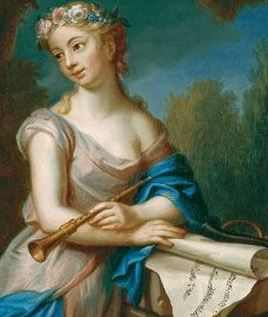
Euterpe
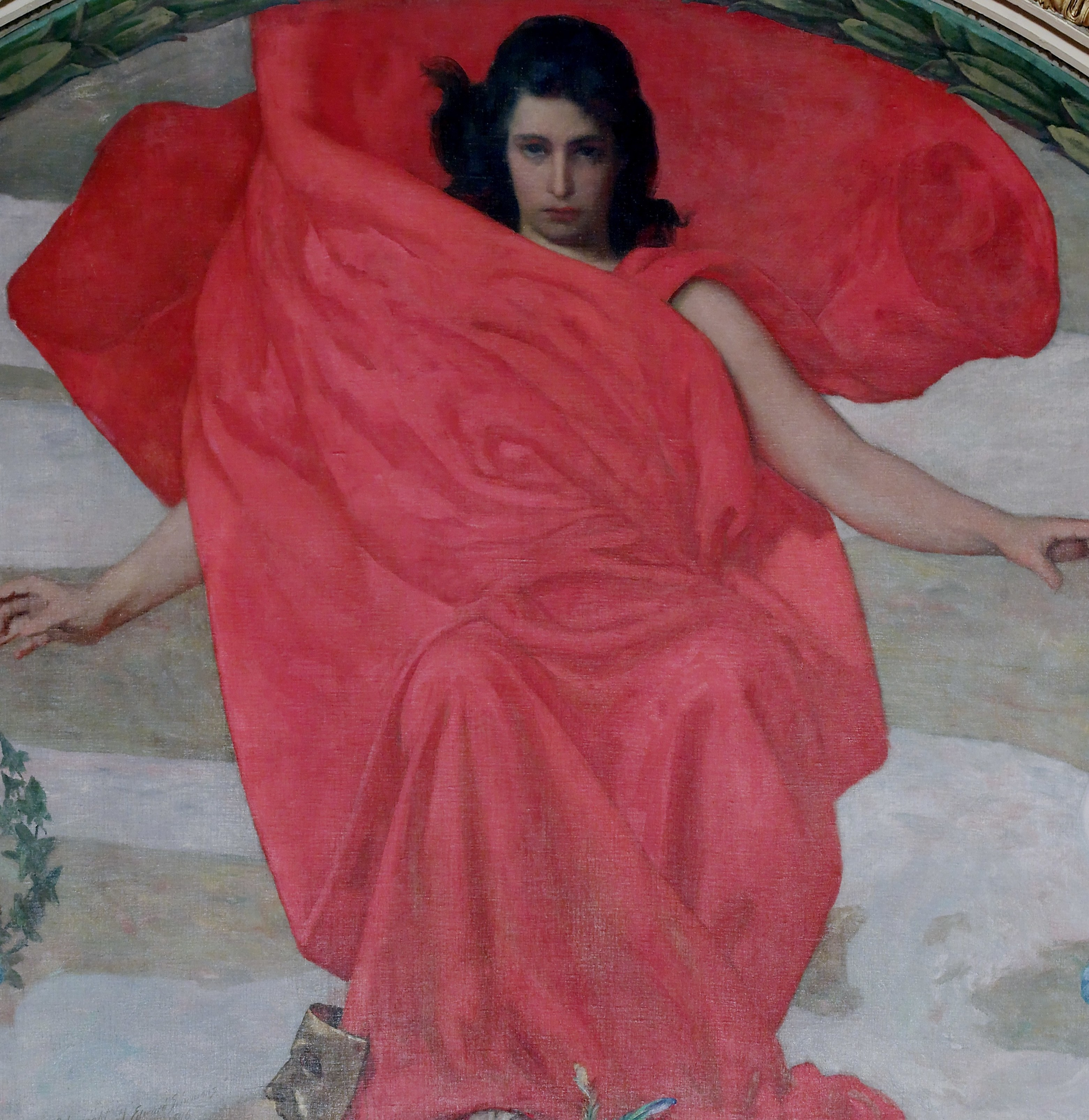
Melpómene
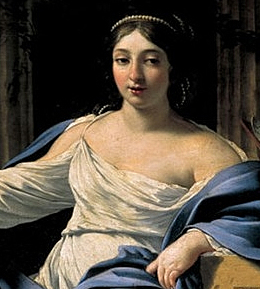
Polimnia
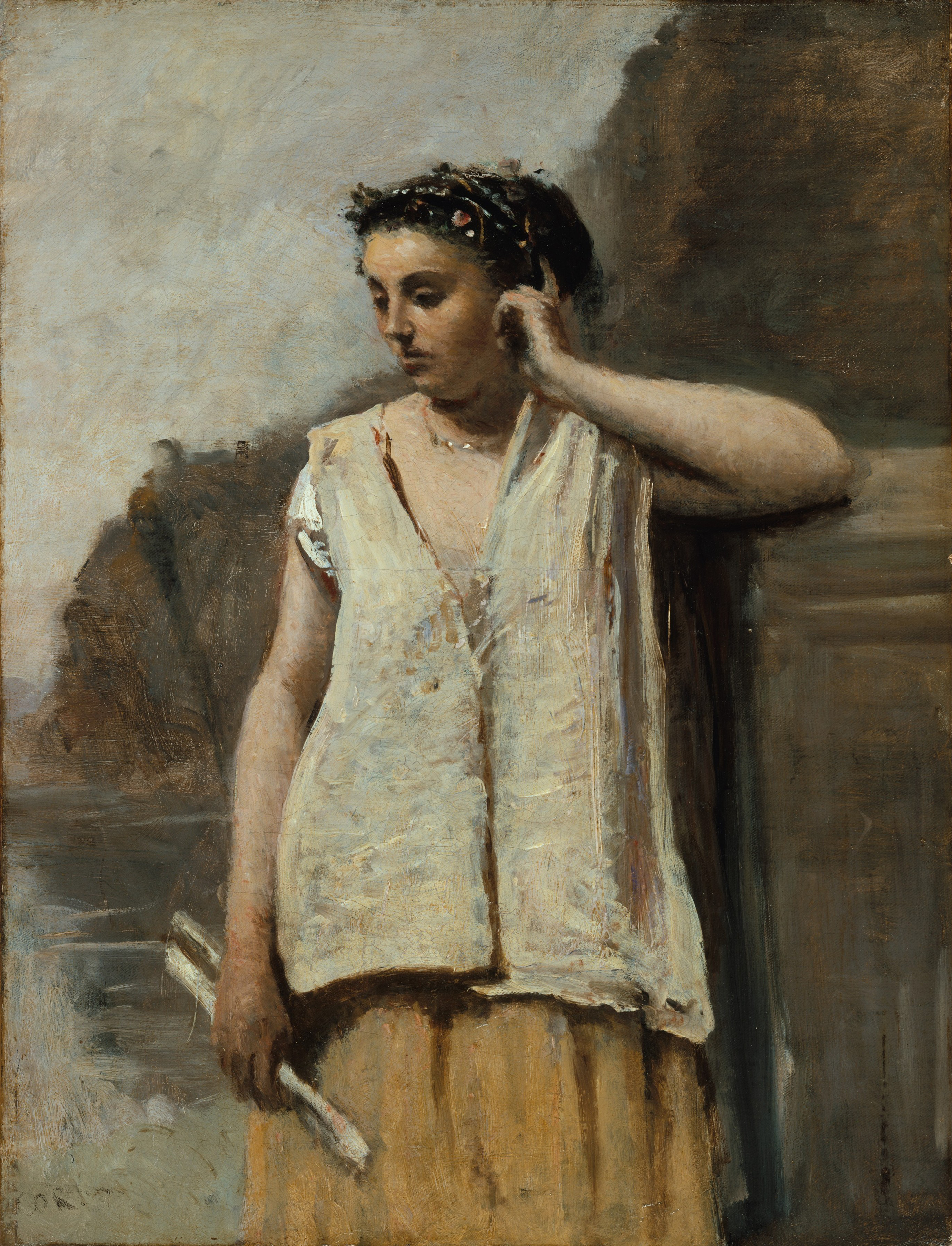
Clío

### Las principales fiestas y festivales
El teatro estuvo en la Antigua Atenas, al igual que en muchas otras culturas, vinculado desde siempre a la celebración de determinados festivales y rituales de carácter religioso. Según las noticias de que se dispone, uno de los más antiguos y concurridos fue el que se celebraba en honor del dios Dioniso en Atenas durante los días 11 al 13 del mes llamado antesterión (mes de las flores) que corresponde aproximadamente a nuestro mes de febrero. Hay un testimonio de Filóstrato, donde se nos afirma que dicho nombre de Antesteria se refiere a un ritual en el que una serie de chicos y chicas atenienses portaban durante una procesión unos ramos de flores una vez llegados a la pubertad. Por su parte, la cerámica griega atestigua algunas representaciones que parecen corresponder a estas celebraciones. Las fiestas duraban cinco días:
- En el primero, denominado Pithoigia, se procedía a abrir los cántaros (πίθοι, pithoi) en que se había conservado el mosto desde el mes de septiembre anterior, vino que —previsiblemente— se consumía en parte en honor del dios Dioniso y en provecho y disfrute de los participantes.

- El segundo día, llamado Choes, continuaba la celebración festiva y se sorteaba un pellejo de vino entre los que asistían a las fiestas.

En cualquier caso, se ha de admitir que estas celebraciones solo tangencialmente se relacionan con los orígenes del teatro griego, aunque sin duda fueron el precedente de otros festivales que se comentan más abajo.

#### Las Leneas

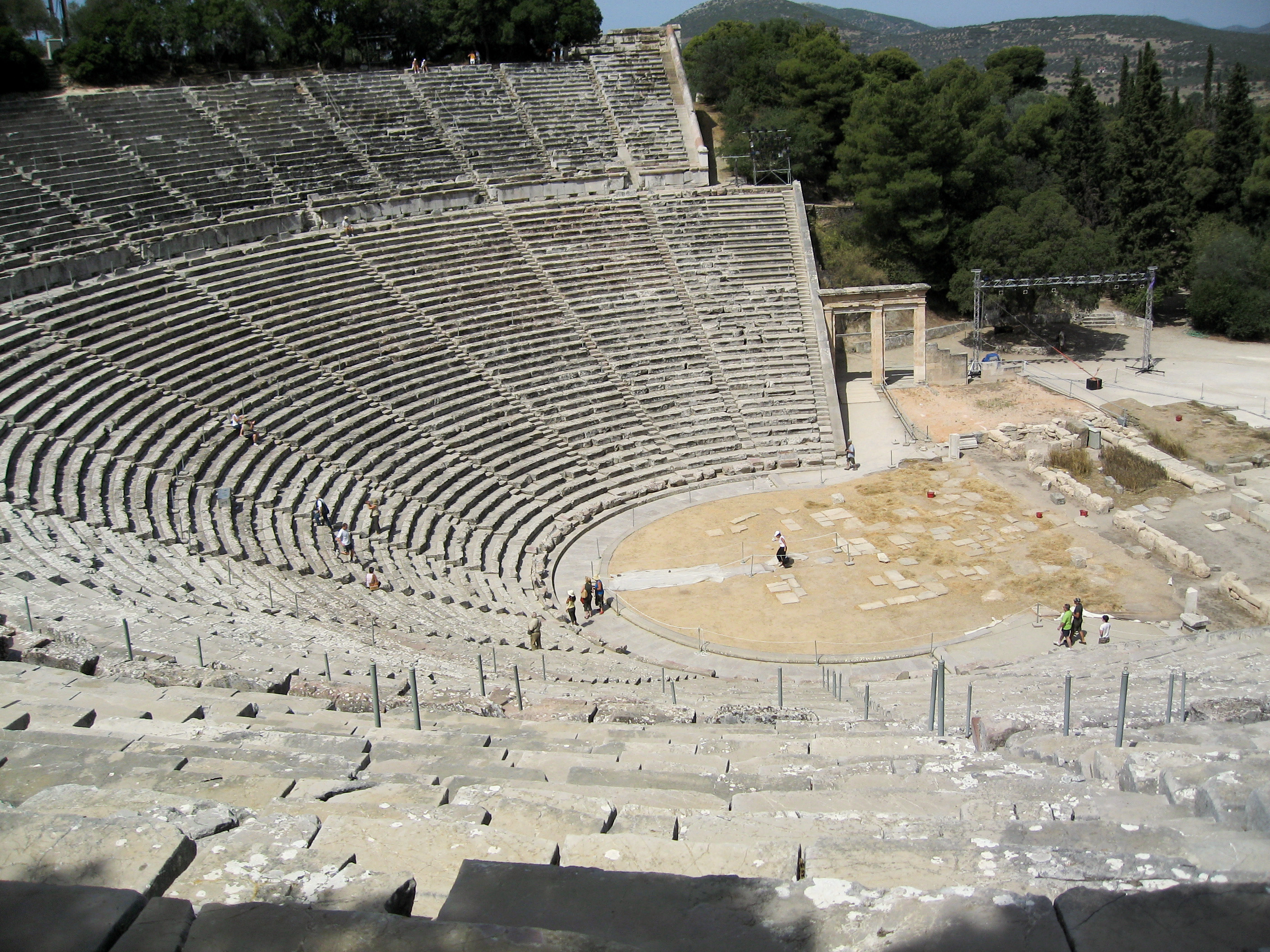
Teatro de Epidauro, en reconstrucción desde el 2007

Estas fiestas se celebraban en Atenas durante el mes de gamelión (el mes de las bodas), que corresponde aproximadamente a nuestro mes de enero, mes que recibía el nombre de Leneo en el ámbito de las ciudades jonias según el testimonio de Aristóteles:

El rey atiende, en primer lugar, con la colaboración de los comisarios
que haya votado el pueblo con el brazo en alto, a los misterios;
estos comisarios son dos de entre todos los atenienses, uno de entre
los Eumólpidas y otro de entre los Cérices... Atiende también en segundo
lugar a las Dionisias Leneas, que consisten en una procesión y un certamen.
La procesión la organizan en colaboración el rey y los comisarios, y el certamen lo controla el rey. Regula también él todas las carreras de antorchas y de alguna manera, él es quien regula todos los sacrificios tradicionales.

Estas Leneas se celebraban en Atenas en un edificio llamado el Leneo, aunque no se tiene noticias claras acerca de dónde pudo estar el emplazamiento, si en la propia acrópolis o en las afueras. Se trata de una institución muy antigua, anterior a la de las Grandes Dionisias, y es probable que al cabo del tiempo su celebración se trasladara (en torno al 440 a. C.) al Teatro de Dioniso. Parece ser que la concurrencia a estas fiestas era solo o mayoritariamente ateniense, sin la numerosa presencia de extranjeros característica de otras celebraciones. Así al menos parece atestiguarlo, entre otros testimonios, el cómico Aristófanes:

DICEÓPOLIS. No toméis a mal, señores del público, que yo, un mendigo, me disponga a hablar ante los atenienses acerca de la ciudad en el seno de una comedia, porque también la Comedia sabe de Justicia. Voy a decir cosas terribles pero justas, y ahora no podrá reprocharme Cleón que hable mal de la ciudad en presencia de extranjeros, porque solos estamos- es el concurso de las Leneas- y no hay extranjeros, pues ni han llegado los tributos ni los aliados de las ciudades: ahora estamos solos: trigo sin broza, limpio, porque a los metecos los llamo el salvado de los ciudadanos

Las Leneas fueron el principal marco de representación de las comedias de Aristófanes, según se sabe por las noticias (hipótesis) que anteceden al texto de algunas de sus obras. Así en la «hipótesis» a Los acarnienses se lee: «La obra es una de las mejor compuestas e incita a la paz por todos los medios. La hizo representar en las Leneas, a nombre de Calístrato, durante el arcontado de Eucino 426/425 a. C., y quedó la primera». También en la segunda hipótesis a Los caballeros encontramos nuevas alusiones a las Leneas: «La obra fue representada a expensas públicas en el arcontado de Estratocles 424/424 a. C. en las Leneas bajo la dirección del propio Aristófanes. Quedó el primero. El segundo premio lo ganó Cratino con Los Sátiros y el tercero, Aristómenes con Los Leñadores».
Noticias similares encontramos también en las hipótesis de Las avispas y de Las ranas, así como en una serie de inscripciones estudiadas por Csapo.

#### Las Dionisíacas Rurales

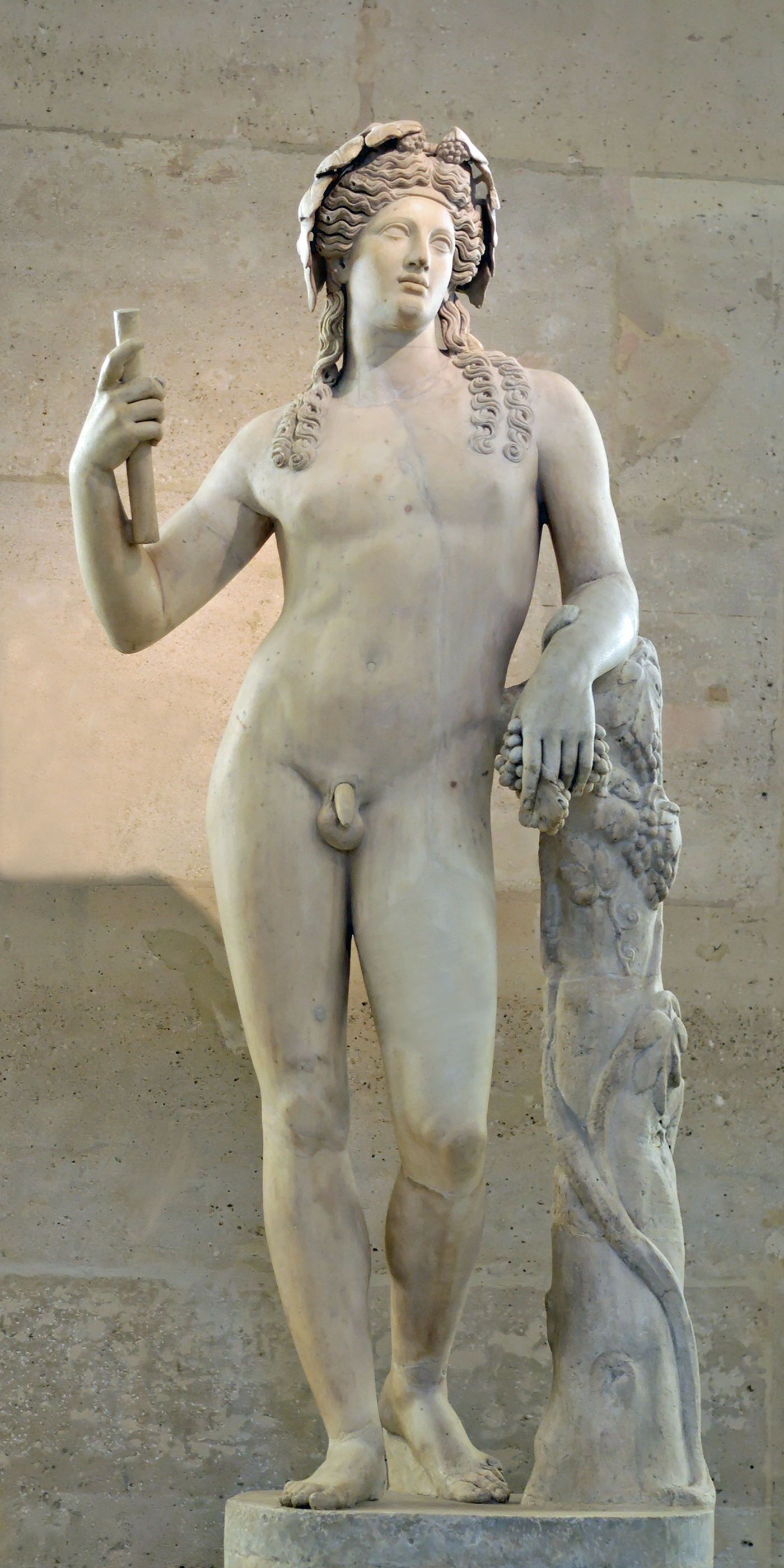
Escultura del dios Dioniso, a quien se le dedicaban fiestas cívico-religiosas

La celebración de estas fiestas tenía lugar durante el mes de Poseidón, que equivale más o menos a nuestro diciembre. Se trataba de una procesión en torno a un falo con la que se buscaba propiciar la fertilidad de los campos sembrados durante el otoño. No nos es dado precisar cuándo se produjo la asociación de esta fiesta al dios Dioniso, aunque de acuerdo con el testimonio de Platón parece que existieron diversas celebraciones, ya que había gente que asistía consecutivamente a más de una de ellas:

Y aún son de más extraña ralea para ser contados entre los filósofos los que gustan de las audiciones, que no vendrían de cierto por su voluntad a estos discursos y entretenimientos nuestros, pero que, como si hubieran alquilado sus orejas, corren de un sitio a otro para oír todos los coros de las Fiestas Dionisias sin dejarse ninguna atrás, sea de ciudad o de aldea.

Un nuevo testimonio sobre el contenido de estas fiestas se puede ver en la comedia Los acarnienses de Aristófanes, donde el personaje Diceópolis parodia la procesión de la fiesta, mientras entona un canto a Falo, personificación de la fertilidad, a quien su esclavo Jantias lleva como estandarte. Se ha de suponer que pasajes de este tipo son los que debió utilizar Aristóteles cuando en su Poética nos habla de que en sus orígenes la comedia se remonta a estas comparsas de cantantes fálicos (Cf. komoi. Especialmente famosas fueron las celebraciones que tenían lugar en el Pireo. Aunque la ciencia epigráfica y filológica dispone de algunas inscripciones halladas en el terreno, el antiguo edificio del teatro del Pireo ha desaparecido por completo. En todo caso parece que las Dionisíacas Rurales tenían un carácter más agrario que los grandes festivales de la ciudad, aunque precisamente por ello es posible que hayan conservado un carácter más marcadamente religioso y primitivo.

#### Las Dionisíacas ciudadanas (Grandes Dionisíacas)
Pero las fiestas más célebres, las fiestas atenienses por antonomasia, fueron las llamadas Dionisias Ciudadanas o Grandes Dionisias, instituidas en honor del dios Dioniso, cuya imagen era trasladada desde la ciudad de Eléuteras (Beocia) a Atenas. Se sabe que en época de Pisístrato (siglo VI a. C.), el festival había ya alcanzado notable fama y que su celebración coincidía con nuestro mes de marzo, época en que la navegación y los viajes se hacían más cómodos y seguros con la llegada de la primavera. La ciudad de Atenas se engalanaba para recibir a embajadores y aliados, hombres de negocios y políticos a quienes el Estado condecoraba por algún servicio especial prestado en beneficio de Atenas. La procesión de una estatua de Dioniso recorría las calles de la ciudad, acompañada de una lampededromía (desfile de antorchas) que llevaban los jóvenes en edad militar. Al cortejo se sumaban igualmente cortejos de muchachas (canéforas) con ofrendas para diversos sacrificios. Cada una de las diez tribus de la ciudad organizaba un coro de cincuenta chicos y otro coro de cincuenta adultos que participaban en el concurso.
Por lo que se refiere a las representaciones dramáticas que tenían lugar durante estos días, se sabe que Aristóteles se ocupó de registrarlas debidamente por escrito en torno a los años 330 a. C. De parecido tenor son las didascalias, inscripciones halladas en la falda de la Acrópolis, donde quedaron asentados los títulos de las tragedias representadas en las Dionisias, las comedias de las Dionisias y de las Leneas, los nombres de los arcontes, los nombres de los autores de las piezas dramáticas, etc. Una de las principales inscripciones está incompleta, y delante del nombre de Esquilo (cuya primera victoria en los concursos se fecha en el 484 a. C.) faltan unas diez líneas que debían referirse a los autores de tragedia de las Dionisias.
Ha llegado al presente el testimonio extraordinario de una inscripción, conocida como «Marmor Parium», descubierta en la isla de Paros, en la que se han reproducido algunos acontecimientos históricos desde la fundación mítica de la ciudad de Atenas (c. 1580 a. C.) hasta el 263 a. C. aproximadamente. En ese documento se habla de la presentación de ciertos festivales dramáticos en un espacio de tiempo que va desde el año 580 a. C. al 508 a. C.. El texto dice así:

Desde que en Atenas se organizó el primer coro de actores cómicos, siendo el pueblo de Icaria el primero que corrió a cargo de su organización, y el poeta Susarión su inventor, se estableció como premio al vencedor un cesto de higos y un odre de cuarenta libros de vino... Desde que el poeta Tespis puso en escena su primera obra dramática en la ciudad, donde se propuso como premio al vencedor un macho cabrío, han pasado más de 250 años, siendo arconte en Atenas un tal [...]teneo, el Viejo... Y desde que se organizó el primer coro de hombres en un certamen, en el que obtuvo la victoria Hipódico de Calcis, han transcurrido 236 años, siendo arconte en Atenas Liságoras.

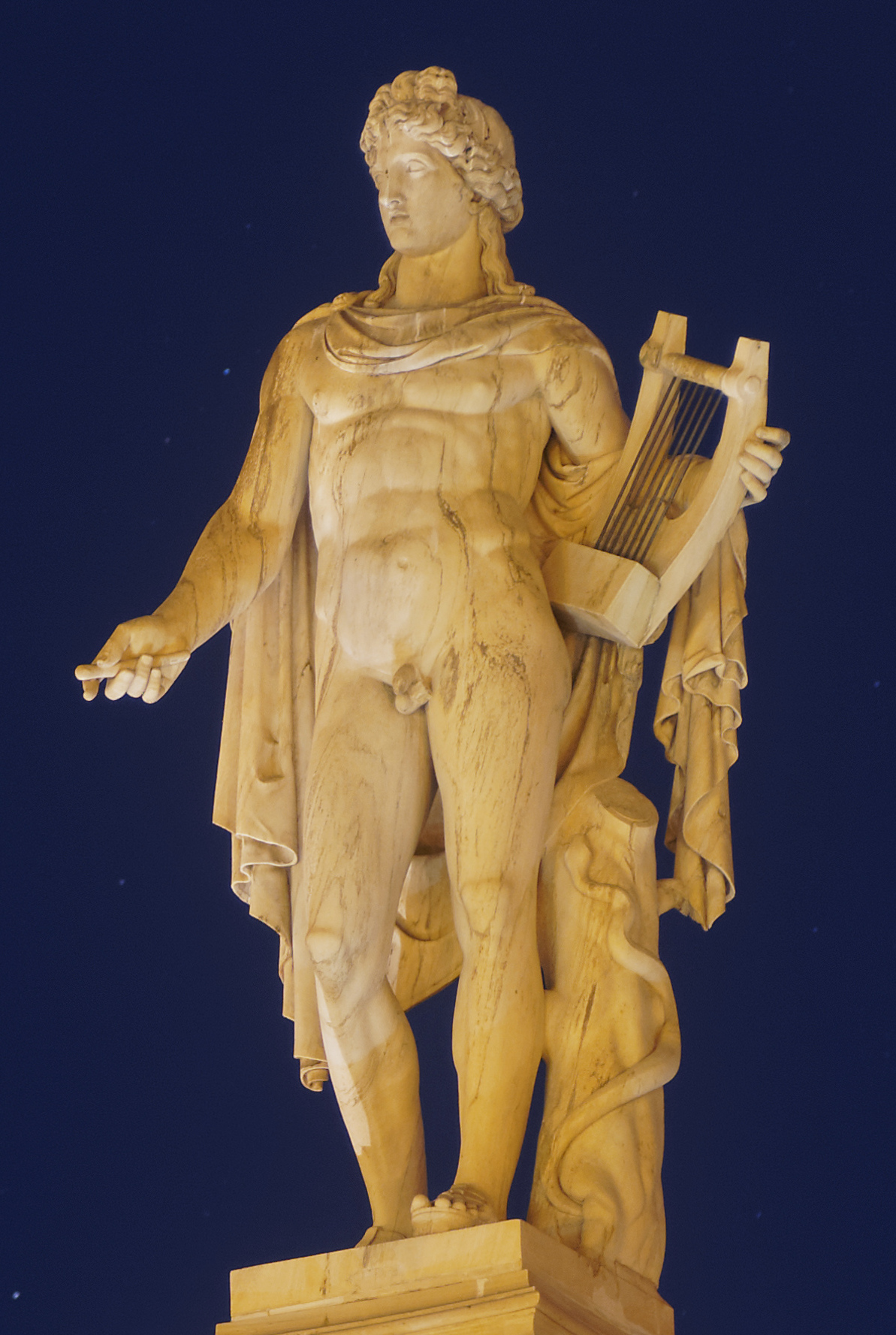
Apolo, dios olímpico y patrón de las bellas artes, líder de las musas (musageta), también se les consagraba el teatro.junto a Dioniso

¿Cuál era, pues, la vinculación de estas fiestas con la celebración de los concursos dramáticos? Durante el siglo V a. C. concurrían al certamen de tragedias tres autores, cada uno de los cuales presentaba cuatro piezas, tres tragedias y un drama satírico de acuerdo con el siguiente calendario y programa: el día previo, llamado proagón, se dedicaba a ultimar los preparativos y los autores hacían la presentación de sus obras en compañía de sus actores. El día siguiente (el primero propiamente hablando) se iniciaba con la procesión y traslado de la estatua del dios Dioniso, que era acompañado por grupos de jóvenes hasta la Acrópolis y en ella intervenía la mayor parte de los ciudadanos, agrupados según las distintas tribus de la ciudad. Atravesando el ágora, finalizaba en el altar que se hallaba en el centro del propio teatro, donde tenía lugar el concurso de ditirambos; el segundo día se representaban cinco comedias; y cada uno de los tres días siguientes se escenificaban tres tragedias y un drama satírico. De este modo, durante los seis días de fiesta de las Grandes Dionisias se ponían en escena un total de diecisiete obras, además de los cantos ditirámbicos del primer día. No obstante, tanto el número de piezas como su extensión estaban regulados por las necesidades del programa diario de representaciones o por especiales circunstancias durante algunos años de la guerra del Peloponeso (431-404 a. C.). Esquilo fue autor de trilogías (tres obras en torno a un mismo personaje o motivo), mientras que Sófocles abandonó dicha práctica, según atestigua el antiguo léxico Suidas.
En cuanto a la comedia, la organización era distinta. Cada autor presentaba a concurso (fuera en las Leneas o en las Dionisias) una sola obra en cada festival. Esto es lo que se atestigua para el siglo V a. C. y probablemente para el siglo IV a. C., aunque tal vez merezca dejar constancia de que Aristófanes pudo presentar en alguna ocasión, de manera excepcional, dos obras. Hay una didascalia que nos habla de que un tal Diodoro obtuvo el segundo y el tercer premio el mismo año, aunque no debe descartarse la posibilidad de que se tratara de dos autores distintos con un mismo nombre. Por otra parte, lo más corriente fue que durante el siglo V a. C. participaran cada año en el concurso cinco autores, aunque durante los años de crisis de la guerra del Peloponeso se redujeron a tres.

#### El vestuario
El vestuario de una representación griega está compuesta por:
• Máscaras: los actores griegos utilizaban las máscaras o, en su defecto, ocultaban su rostro con barro o azafrán. El ocultar la cara simboliza el vestirse con elementos nuevos y no comunes, necesarios para realizar el rito, era también un ritual.
Más tarde, cuando el teatro fue teatro y no un acto religioso, la máscara era aquel elemento que transformaba al actor en personaje, había máscaras de viejos, de jóvenes, mujeres, etc. Con el tiempo, los artesanos consiguieron verdadero realismo en las caretas.
Además la máscara poseía unas enormes dimensiones para que fuera mucho más visible al público y para, junto con los coturnos (zancos), guardar la proporción entre las diferentes filas de asientos. Por otra parte, las máscaras podían servir de "megáfono" aumentando la voz del actor. Y por último, permitía al actor interpretar varios personajes.
• Los coturnos: son una especie de zapatos de madera con alza que servían para dar altura al actor. Conseguían que los personajes nobles destacasen sobre el coro y dar proporción al actor con la gran máscara. Así el actor era enorme, con lo que el público podía verlo con facilidad. Generalmente solo eran usados en la tragedia.
• Ropas: por lo general, los trajes usados eran túnicas, cortas o medias y mantos. Según los colores de las ropas el personaje tenía más o menos importancia, así, los colores oscuros eran para los personajes tristes, los alegres para los importantes o los colores normales para la gente del pueblo. Los actores usaban unas almohadillas para abultarse, de modo que se siguiese guardando la proporción con el coturno y la máscara. Además podían usar otros elementos como corona en el caso de los reyes.

#### Las máscaras

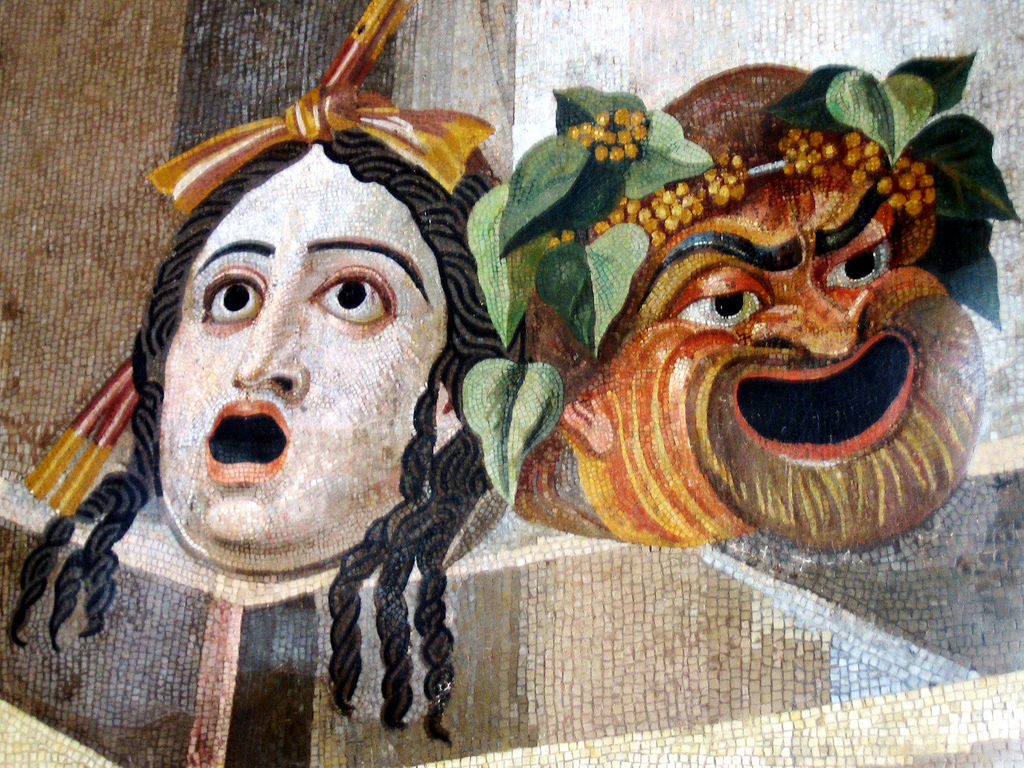
Máscaras trágico cómicas. Mosaico de la villa de Adriano.

El término griego antiguo para designar una máscara es prosopon (lit., "cara"), y era un elemento importante en el culto a Dionisio en Atenas, probablemente utilizado en ritos ceremoniales y celebraciones. La mayor parte de las pruebas proceden de unas pocas pinturas en vasos del siglo V a. C., como una que muestra una máscara del dios suspendida de un árbol con una túnica decorada colgando debajo y bailando, y el vaso Pronomos, que representa a actores preparándose para una obra de teatro de sátiros. No disponemos de ninguna prueba física, ya que las máscaras estaban hechas de materiales orgánicos y no se consideraban objetos permanentes, ya que se dedicaban al altar de Dionisio después de las representaciones. No obstante, se sabe que la máscara se utilizaba desde la época de Esquilo y se considera una de las convenciones icónicas del teatro griego clásico.
También se hacían máscaras para los miembros del coro, que desempeñan algún papel en la acción y comentan los acontecimientos en los que se ven envueltos. Aunque hay doce o quince miembros del coro trágico, todos llevan la misma máscara porque se considera que representan a un solo personaje.

#### El diálogo recitado y el canto

Distribución de sectores del teatro griego. Al centro se situaba la orchestra.

Si el actor recitaba y el coro contestaba cantando se daba un diálogo epirremático. En el caso de que ambos actor y coro cantaran se daba la figura del Kommós. El conjunto de diálogos entre actor y coro recibía el nombre de amebeo. A veces un mismo verso era recitado por dos o más actores a eso se le llamaba antilabē.

### El coro
Los movimientos del coro en la representación eran muy variados, su entrada a escena se llamaba párodo, generalmente precedida por el prólogo. Ya que el coro había entrado en la orquesta iniciaba un canto coral conocido como estásimo el cual poseía versos líricos, a lo largo de la pieza solía haber tres estásimos. Además de esto el coro podía dialogar con los actores. 

#### Funciones del coro en la tragedia griega
El coro en la tragedia griega actuaba como intermediario. Los coros se involucraban en la acción, sus cantos eran importantes y explicaban a menudo el significado de los acontecimientos que precedían a la acción.
El coro normalmente iba vestido de negro, se ubicaba de espaldas al público, en la parte delantera de la escena (orquesta) y acompañaba con cantos y danzas la representación. Detrás de la orquesta se desarrollaba el acto teatral (proscenio). En el fondo se encontraba un escenario (skene) en el que había tres aberturas por donde entraban y salían los actores

### Los espectadores y el público

#### La composición del público
Es cierto que acudían gentes de otras polis griegas que llegaban a Atenas en esos momentos aprovechando la bonanza marítima de la nueva estación que se acababa de abrir, después del forzado paréntesis invernal. Sin embargo, tal circunstancia sólo se daba al parecer en las Grandes Dionisias, ya que a las Leneas sólo asistían los atenienses, según se desprende de una clara alusión de la parábasis de Los acarnienses de Aristófanes.
Resultaba difícil encontrar un asiento e incluso se producía cierta violencia con motivo de la compra de los mismos. Este fue, al parecer, uno de los motivos que impulsaron a Pericles a crear el fondo público destinado a sufragar los gastos de los ciudadanos con menos recursos que se veían claramente marginados.

Además, la mayoría de los edificios sufrieron obras de remodelación para ampliar el espacio dedicado a los espectadores.
Existían localidades fijas en las filas destinadas a los magistrados de la ciudad, a los sacerdotes de Dioniso y a aquellos ciudadanos que habían contribuido de forma especial al bienestar público, los cuales recibían como reconocimiento de la ciudad este derecho a ocupar uno de los asientos preferentes (la proedría). Los hijos de los caídos en la guerra y los embajadores de otros estados recibían el mismo privilegio. el resto de la cávea estaba distribuido por tribus, de forma que cada una de ellas tenía asignado un sector determinado, pero no parece que esto fuera suficiente para evitar altercados y premuras de última hora. Es muy significativa la importancia que se daba a la concesión de un asiento preferente, aparte del prestigio social que ello confería al destinatario.
Otro motivo que explica esta asistencia masiva a las representaciones teatrales es la ausencia de discriminaciones de cualquier clase para el acceso a las mismas, a diferencia de lo que sucedía con otro tipo de acontecimientos como los jurados o las asambleas populares.

Respecto a las mujeres, colectivo casi siempre marginado de las actividades principales en la sociedad griega, alguna cuestionan su presencia en el interior del recinto teatral y se ha llegado a suponer que asistían a los espectáculos desde fuera en los caminos que bordeaban la ladera de la Acrópolis sobre la que se ubicaba el teatro ateniense.

En algunos pasajes cómicos en los que se alude al auditorio, como La paz de Aristófanes, o El díscolo de Menandro, no se las menciona en ningún momento. Sin embargo, una serie de testimonios del siglo IV a. C., perfectamente retrotraíbles al período anterior, y ciertas anécdotas procedentes de autores tardíos, parecen indicar lo contrario. Así, en un pasaje de Leyes de Platón, se hace alusión a la preferencia de las mujeres educadas por el género trágico. Y en un escolio de Aristófanes se menciona un posible decreto de un tal Espirómaco, que proponía la separación de sexos en el teatro e incluso una separación entre mujeres libres y cortesanas.

Por otro lado, una biografía tardía de Esquilo menciona cómo la representación de Las euménides provocó tales reacciones de horror entre el auditorio femenino que muchas llegaron incluso a abortar, y en Ateneo se recoge la noticia de la gran admiración que produjo entre hombres y mujeres por igual la entrada al recinto de Alcibíades, en calidad de corego y ataviado con ropas de púrpura.
Los jóvenes también asistían al teatro, según se deduce del comentario de Aristóteles en Política sobre la conveniencia de prohibirlo. Además, en La paz, 50-53, lo confirma Aristófanes.
Sobre la asistencia de los esclavos es posible que sólo fuera sirviendo de compañía para sus amos más jóvenes. Resulta ilustrativo que Teofrasto incluya en sus Caracteres la figura del desvergonzado, cuya especial hazaña consistía en el teatro a uno de sus esclavos en compañía de sus hijos ocupando asientos que estaban reservados para posibles invitados.

#### La respuesta del auditorio
Las obras puestas en escena revelan una complejidad de pensamiento y unas sutilezas literarias que no parecen estar al alcance de cualquiera. Los argumentos de los dramas están basados en los pormenores de la leyenda heroica y, a pesar de la difusión que ésta alcanzó gracias a la actividad de los rapsodas y recitadores profesionales, resulta difícil imaginar que todos contasen con un bagaje considerable al respecto, dadas sus múltiples variantes y lo difuso de algunas ramificaciones genealógicas.
Los estudiosos albergan serias dudas al respecto. ¿No habría sido el teatro un espectáculo de élite forzosamente compartido con toda la masa social ateniense por las imposiciones políticas y religiosas?. Aristófanes alude en repetidas ocasiones a la ingratitud de los espectadores prestos siempre a silbar a los poetas ancianos y a la volubilidad y mal gusto del público. En Las aves se burla de la incapacidad de los asistentes, al no tener alas para escapar del teatro y poder volver en el momento adecuado cuando la comedia terminaba.

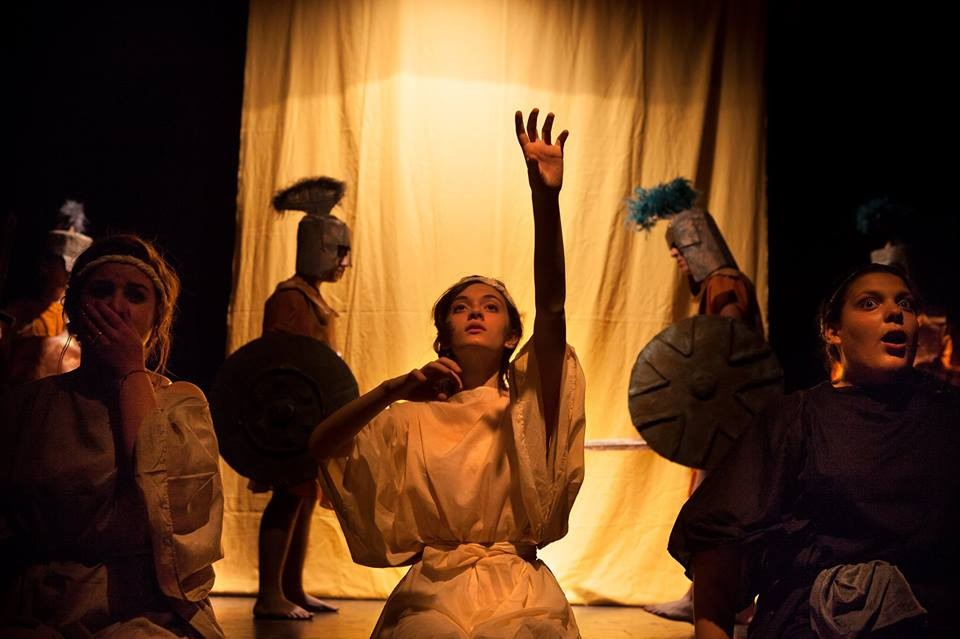
La vigencia del teatro griego se refleja en la reproducción de sus obras, como Lisístrata

No hay que sobrevalorar el nivel del público ateniense a partir de las parodias que Aristófanes hacía de algunas tragedias o de sus autores. Muchas de estas alusiones se referían a obras que habían sido puestas en escena hacía poco, o se dirigían más que a pasajes concretos que puedan hacer suponer un cierto conocimiento literario por parte de los espectadores, al estilo general de un poeta, a su tono, que era algo mucho más fácil de retener, especialmente si había repetido sus intervenciones en años sucesivos.
A pesar de todo, parece que al menos una parte del público ateniense estuvo a la altura de las circunstancias y adoptó ante las representaciones un alto grado de seriedad e inteligencia. Supo reconocer las grandes figuras, cuyas obras ganadoras de los premios en los certámenes y luego representadas con cierta regularidad, son precisamente las que han sobrevivido.
Hay anécdotas sobre las respuestas emocionales excesivas por parte del público ante algunas representaciones como la mencionada de Las Euménides, o la que se refiere a la prohibición de futuras representaciones de La captura de Mileto, obra de Frínico, a causa de los sentimientos dolorosos que provocó a los espectadores.
En el teatro griego, a diferencia del de Shakespeare, por ejemplo, apenas importa la personalidad de los personajes y son los problemas, la moralidad y las acciones los que alcanzan el primer plano.

Es muy probable que dada la variedad del auditorio, en ocasiones los poetas se dirigieran únicamente a un sector más formado, a cuya apreciación irían destinadas ciertas sutilezas poéticas. Hay que mencionar la anécdota que narra cómo se salvaron de una muerte atroz en las latomías de Siracusa aquellos cautivos atenienses que eran capaces de recitar pasajes completos de Eurípides. O bien la noticia de Teofrasto sobre la alta distinción y estima social que alcanzaban quienes eran capaces de recitar parlamentos de tragedias.
Existía además un alto grado de propaganda y de concienciación cívica en todos los festejos que rodeaban las representaciones teatrales, tanto al inicio del certamen como una vez finalizado este. La ceremonia de apertura de los festivales se convertía en una gran manifestación del poderío ateniense y en una promoción de los deberes ciudadanos. Se exponía ante los espectadores llegados de todas partes del mundo griego el tributo enviado por los aliados de Atenas, se hacía desfilar a los huérfanos de los caídos por la ciudad, cuya educación y armamento habían sido costeados por la comunidad, y se proclamaban los honores de aquellos que habían beneficiado a la polis de alguna forma.
Los principales representantes del estado se sentaban en las primeras filas y debían realizar unas ofrendas al inicio de la celebración. Buena parte de la financiación corría a cargo de un ciudadano rico, que cumplía con un impuesto denominado liturgia, cuya función era subvenir a las necesidades básicas de la comunidad.
La asamblea reunida al principio para determinar el curso de la celebración, debía reunirse también al término de la misma para dictaminar la buena o la mala organización del certamen por parte del magistrado encargado a tal efecto.
Los jurados que otorgaban los premios eran seleccionados entre los ciudadanos por un curioso y complicado sistema, y en ocasiones era el público, con su presión sobre los jueces, quien decidía el resultado (Platón alude con desprecio a la "«teatrocracia»" así creada).
A pesar de las diferencias de actitud y de respuesta ante las obras representadas, pocos podrían haber escapado a la atmósfera general que rodeaba el acontecimiento: una semana de fiesta pública en la que todos los asuntos se posponían, en la que se glorificaba el orgullo ateniense y en la que la ciudad era dominada por una experiencia singular que todos sus habitantes podían compartir personalmente: el edificio como espacio escénico.

## Teatros de la antigua Grecia

Galería
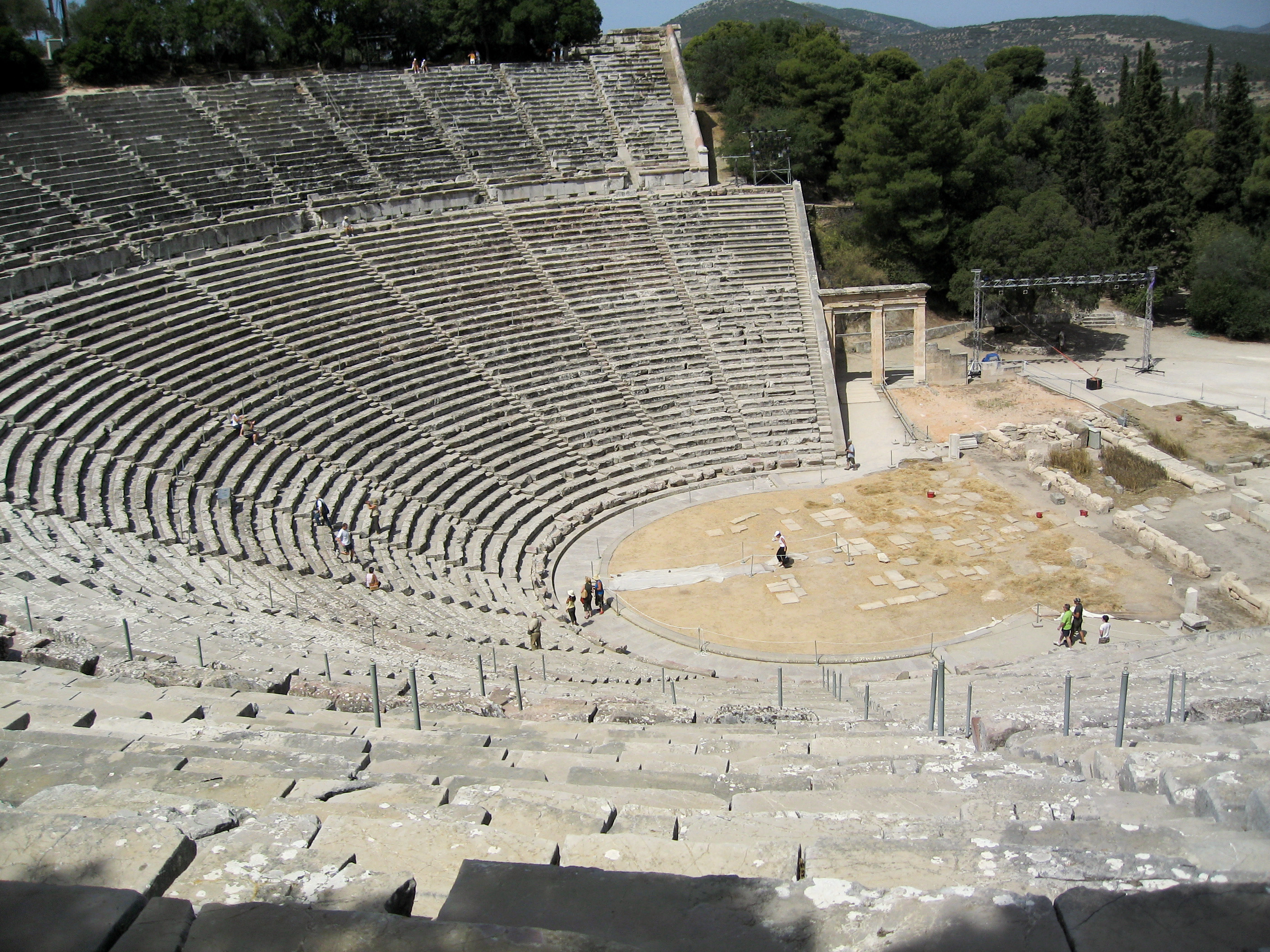
Teatro de Epidauro
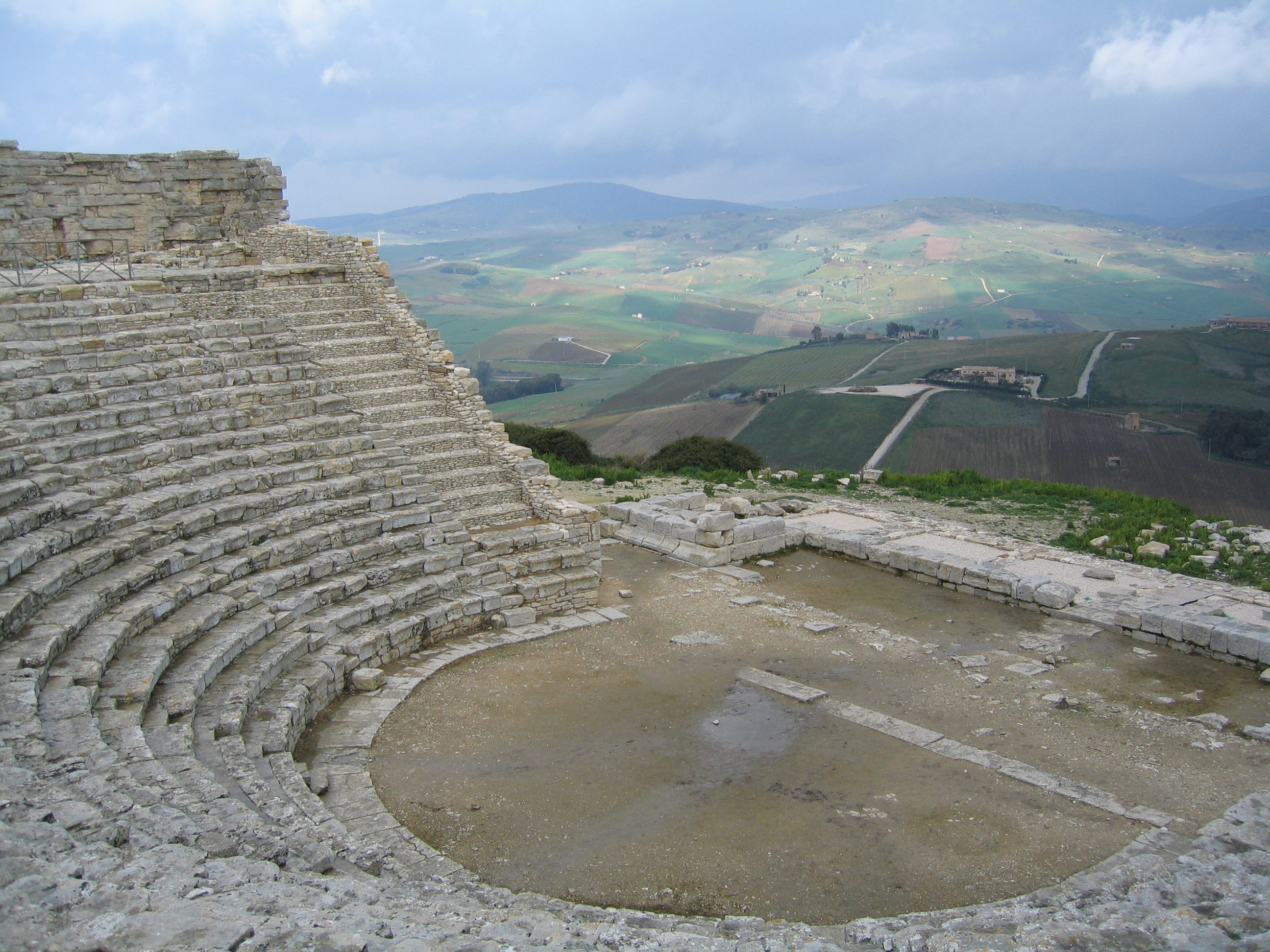
Teatro de Segesta
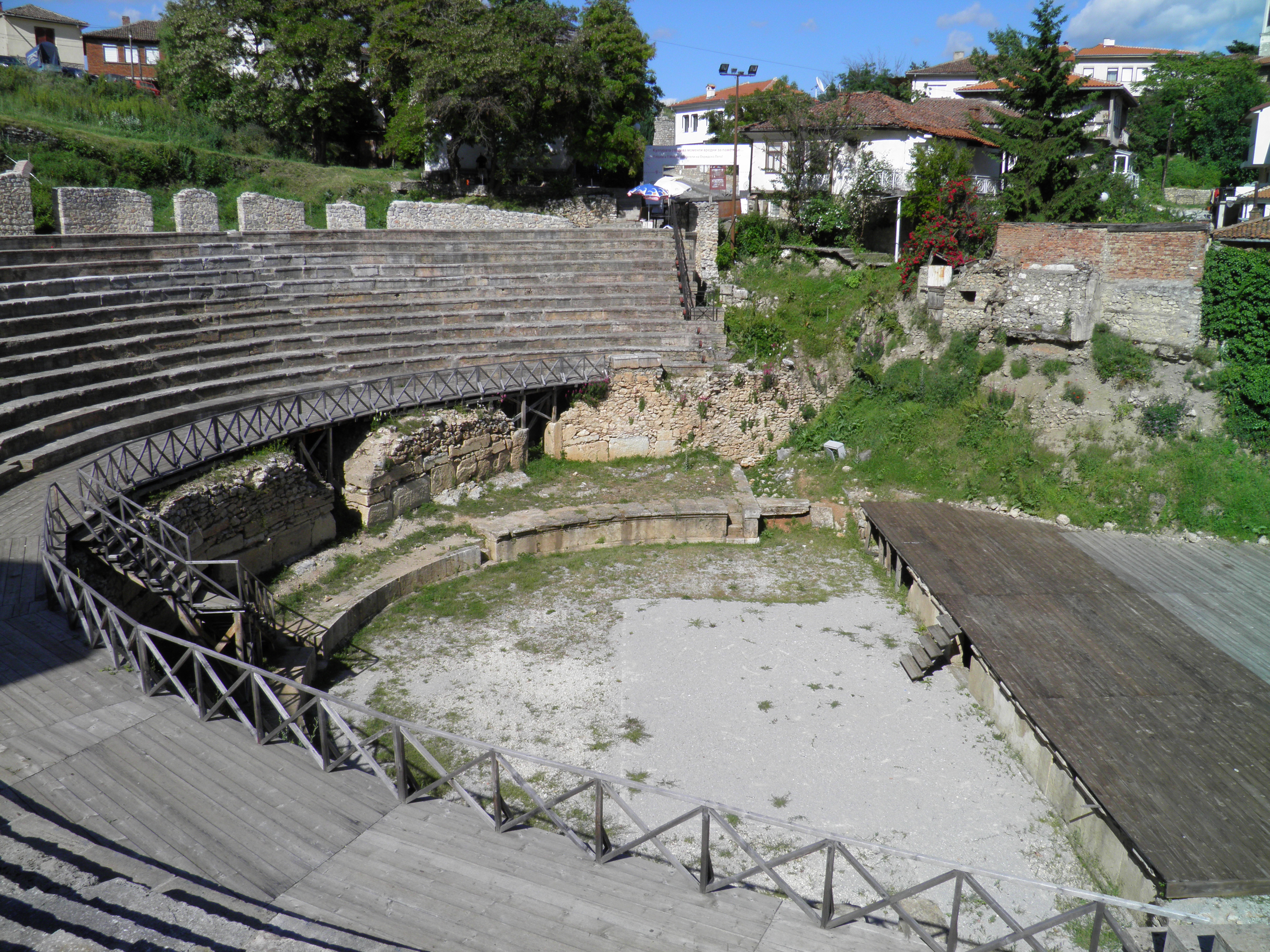
Teatro de Licnido (hoy en Macedonia del Norte, al norte de Grecia)
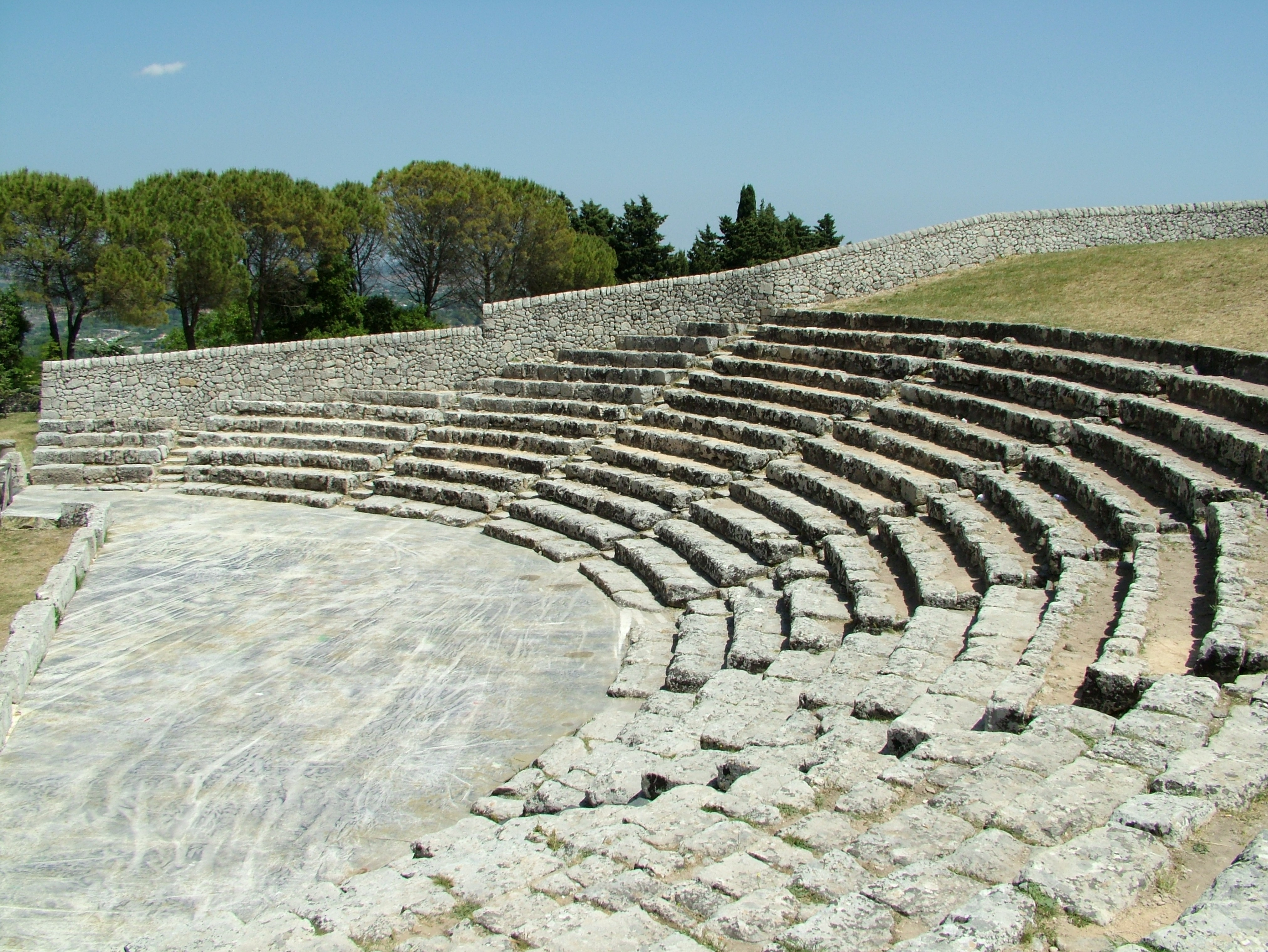
Teatro de Acras
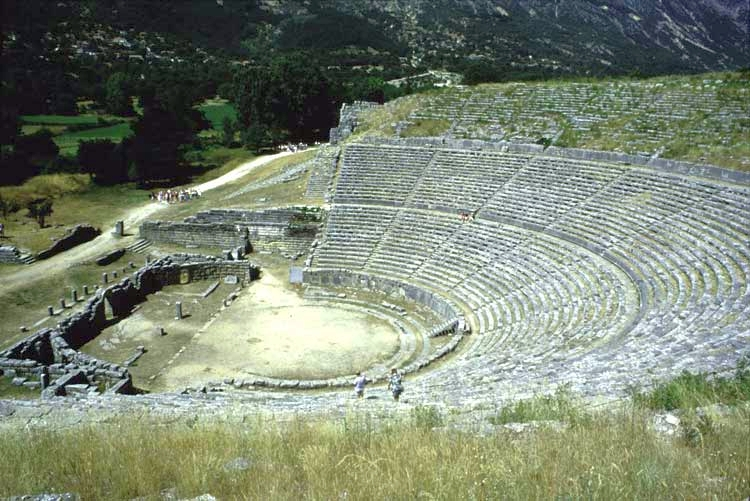
Teatro de Dodona
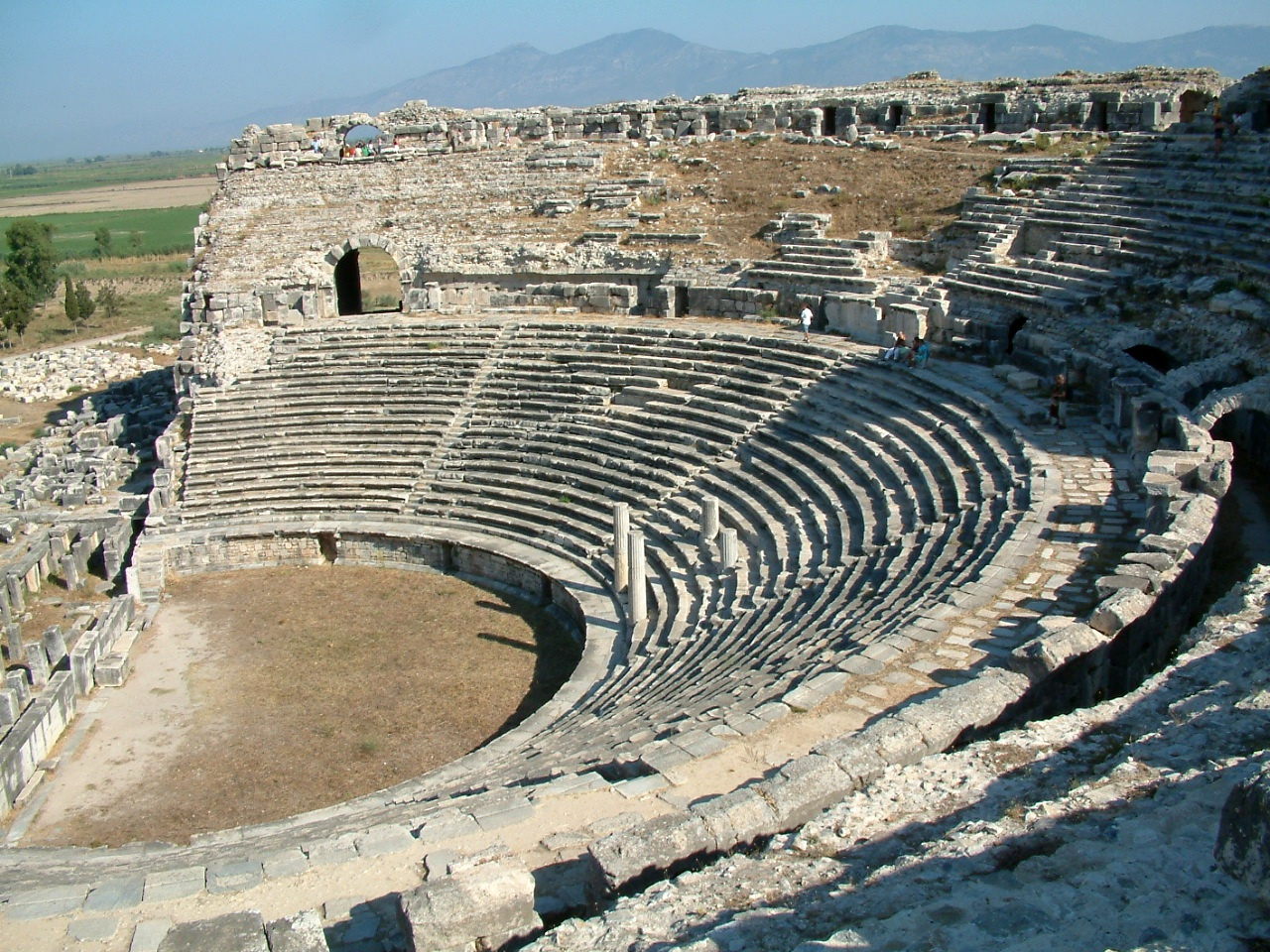
Anfiteatro de Mileto
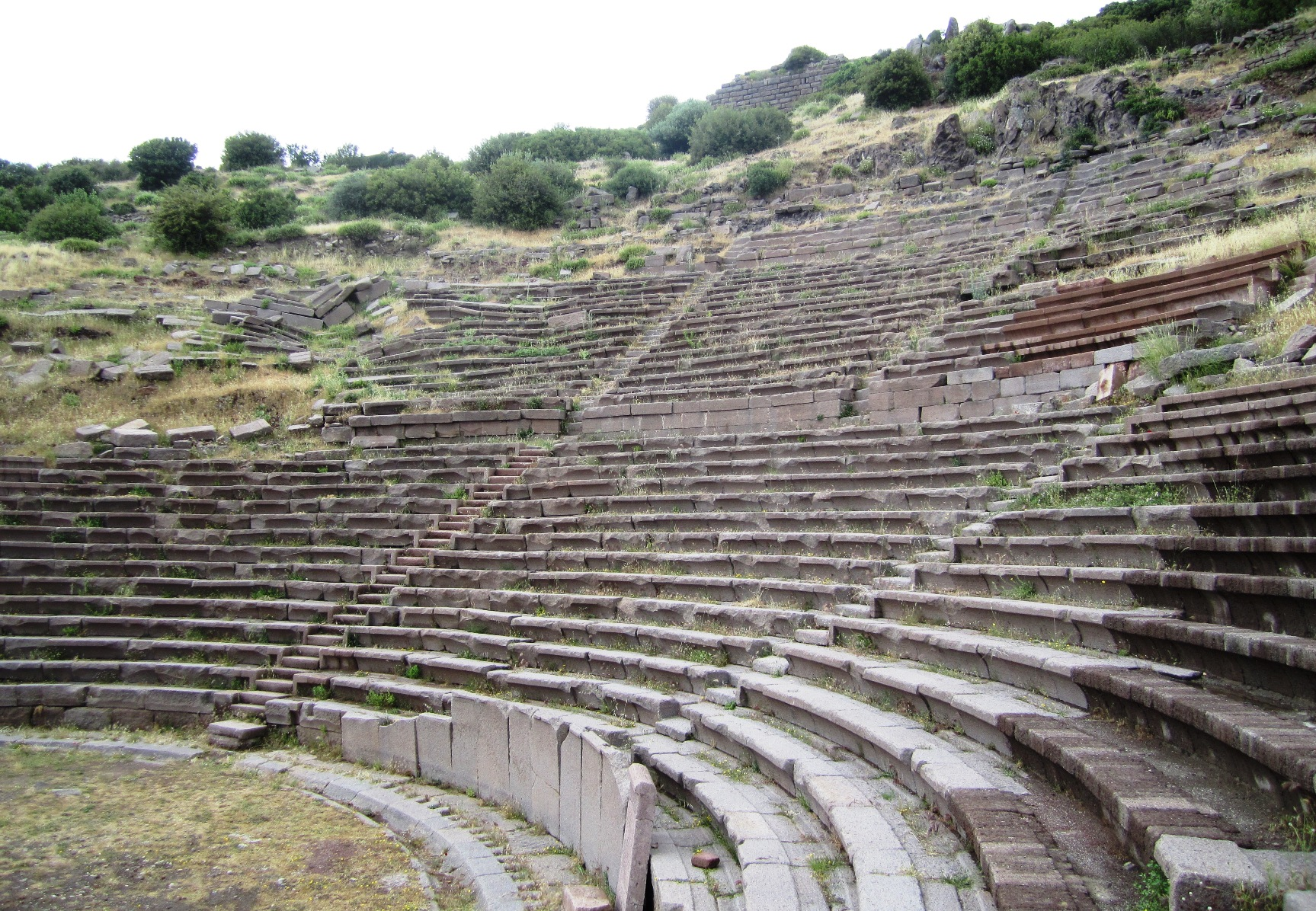
Teatro de Aso
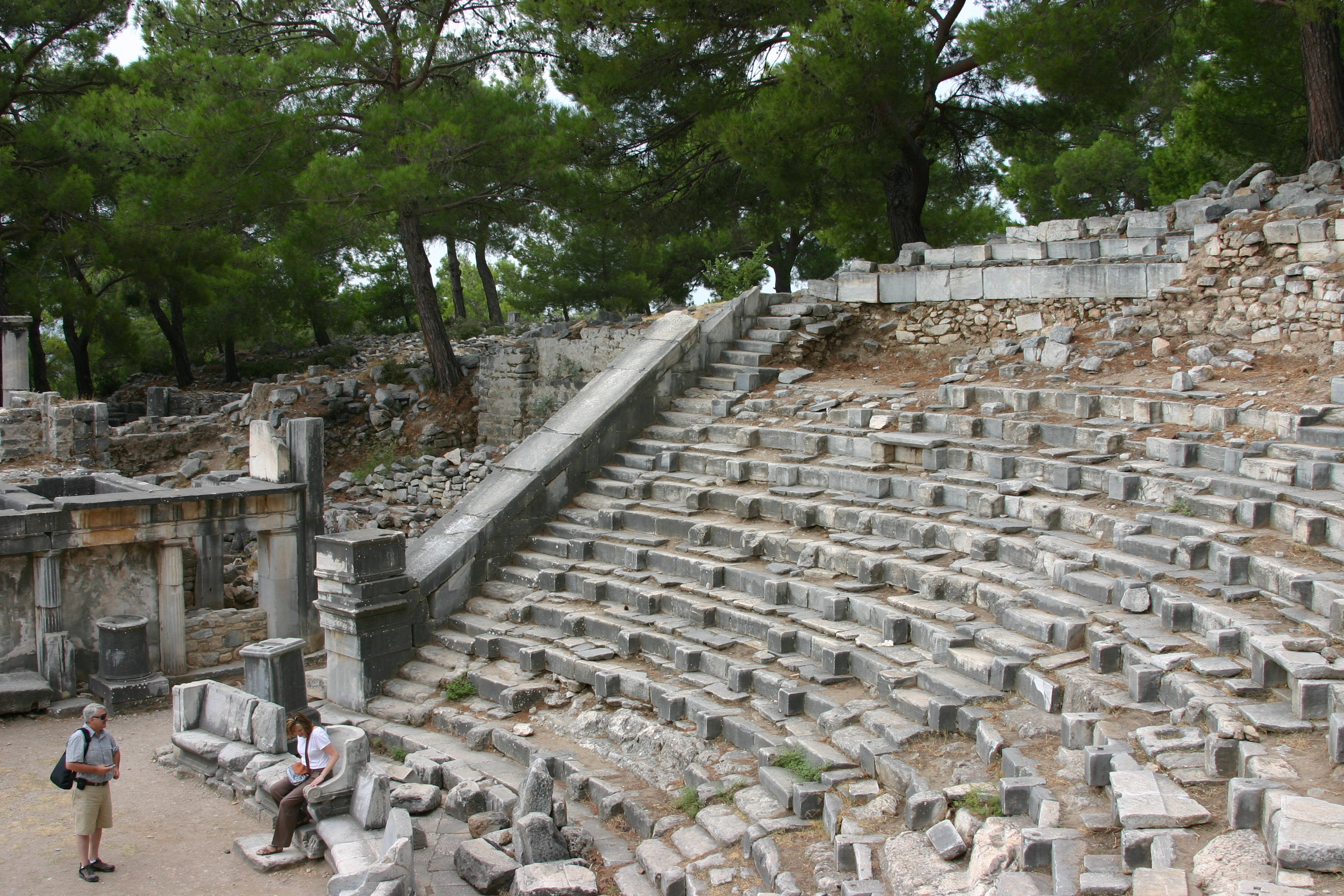
Teatro de Priene (en reconstrucción)
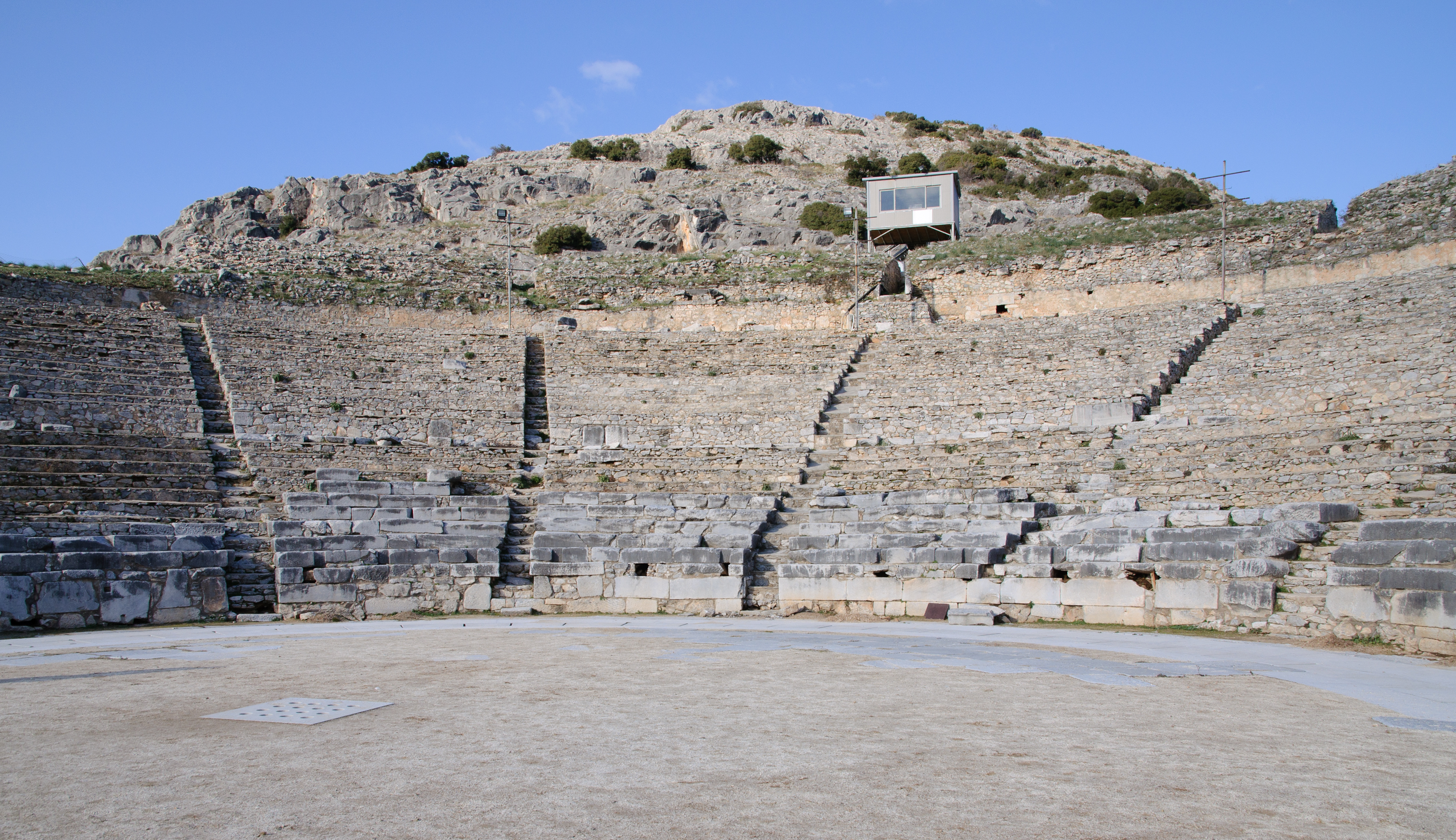
Teatro de Filipos
Teatro de Dodona
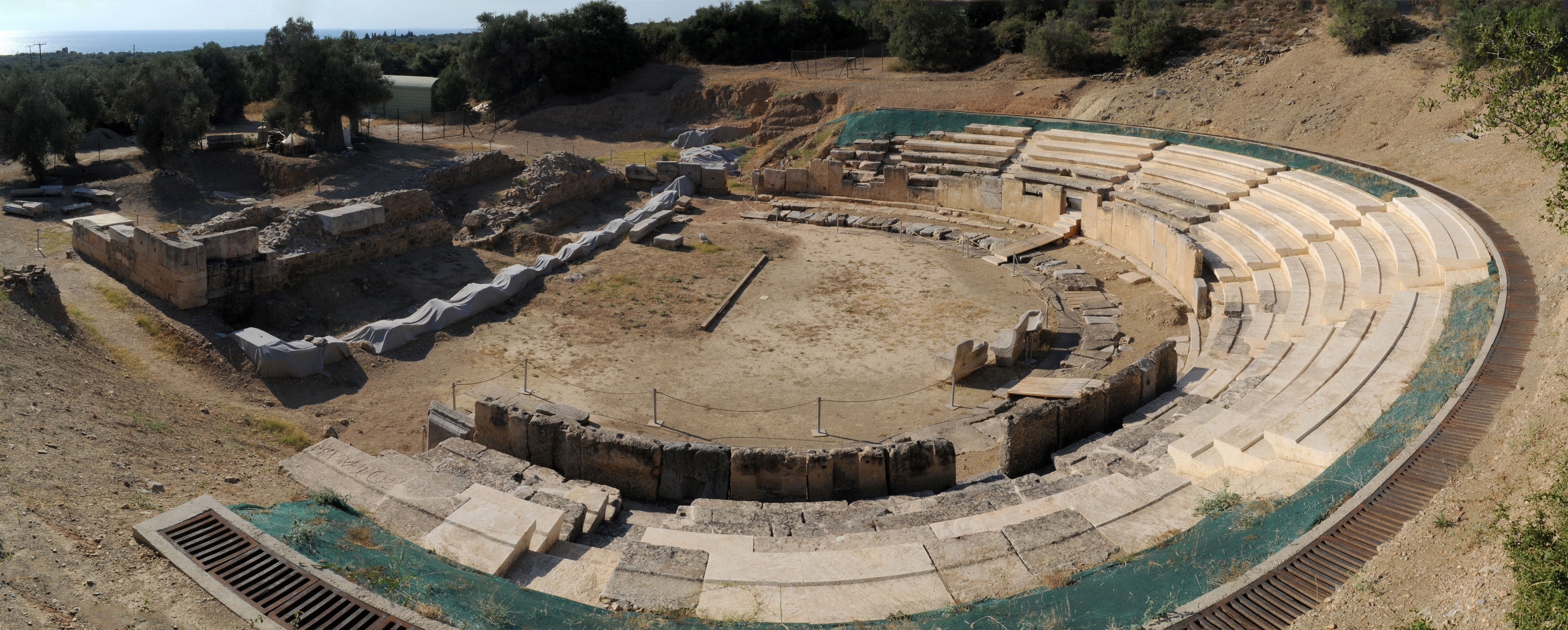
Teatro de Maronea
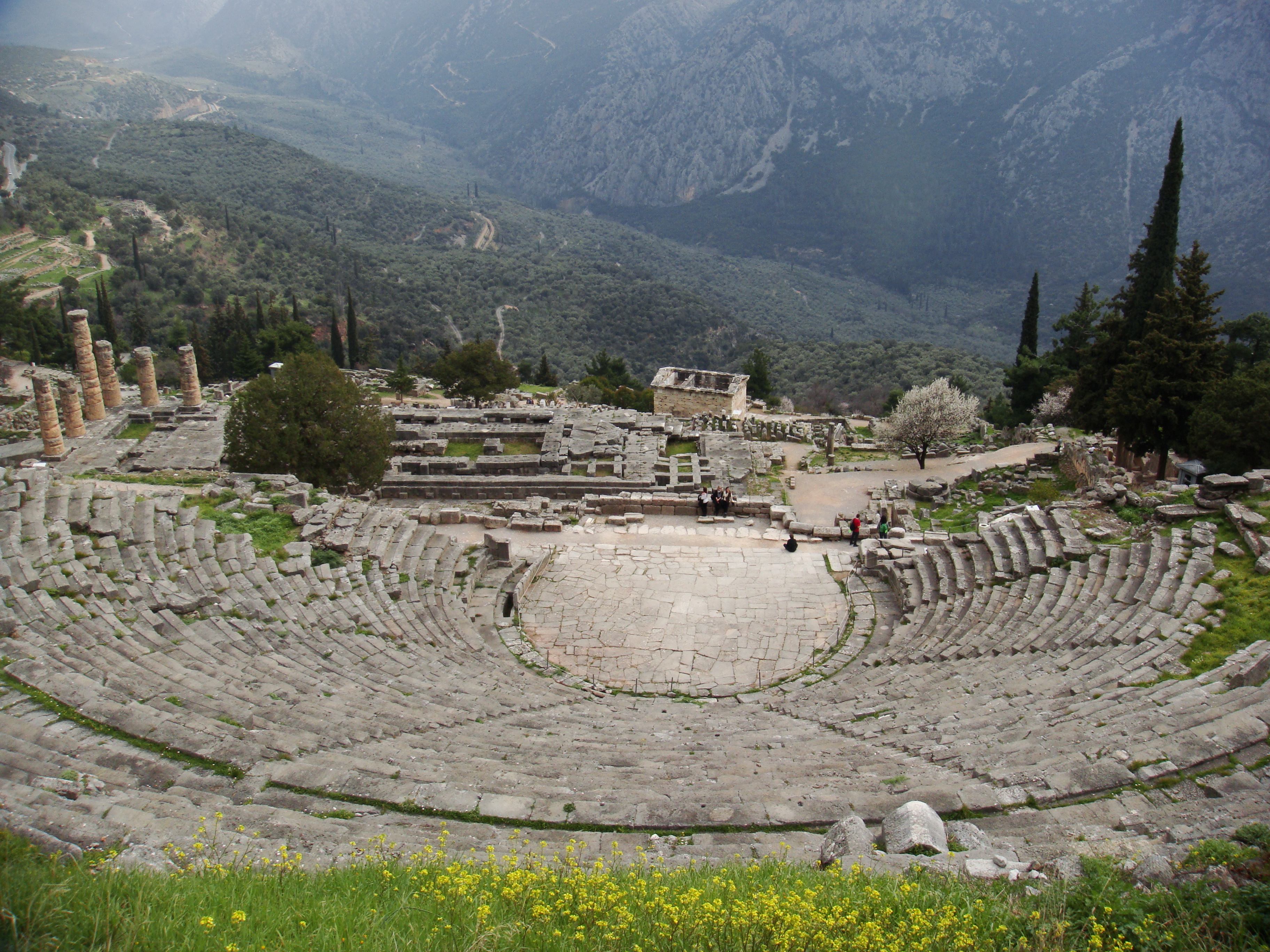
Teatro de Delfos (acrópolis)
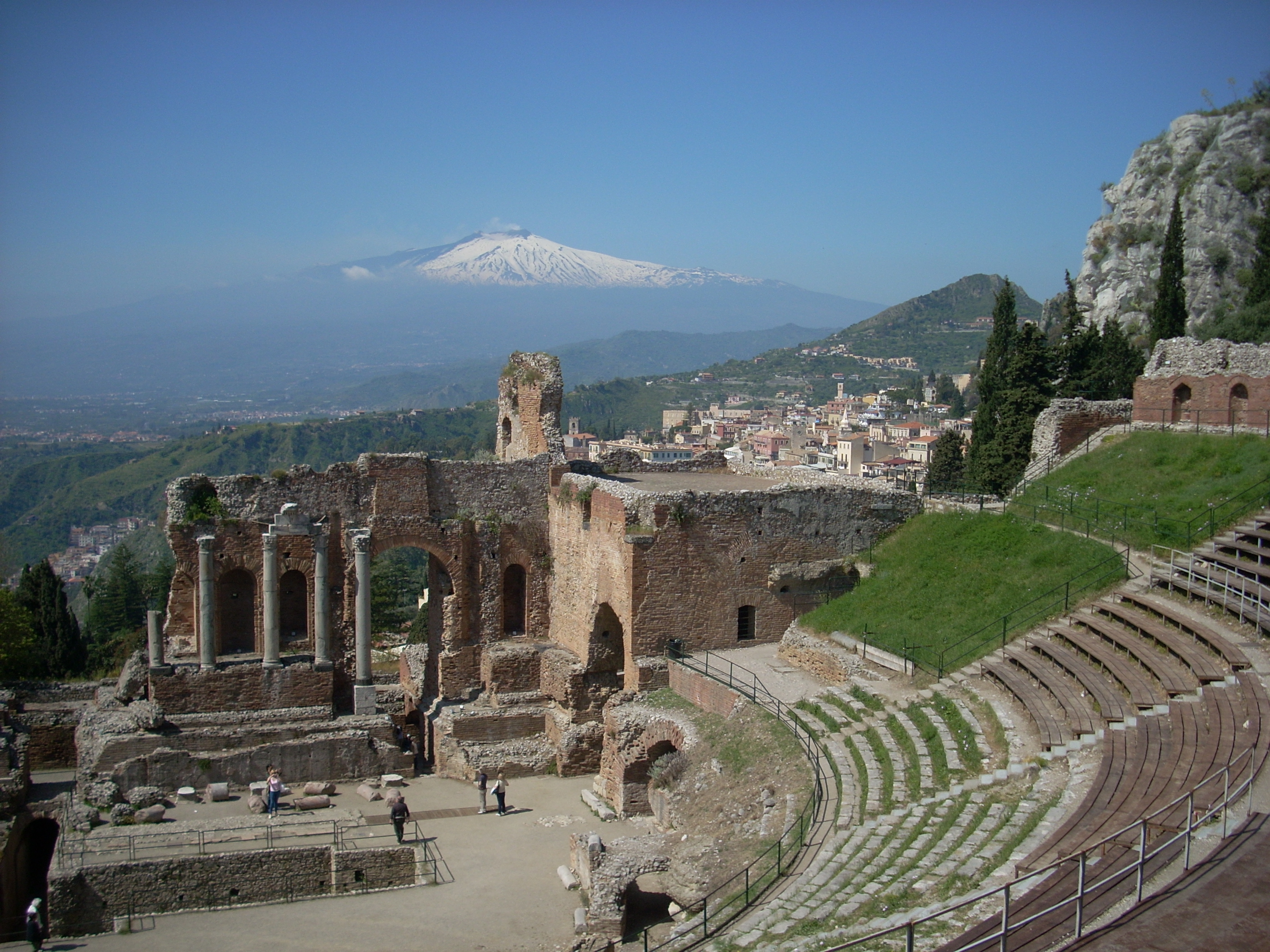
Teatro de Taormina
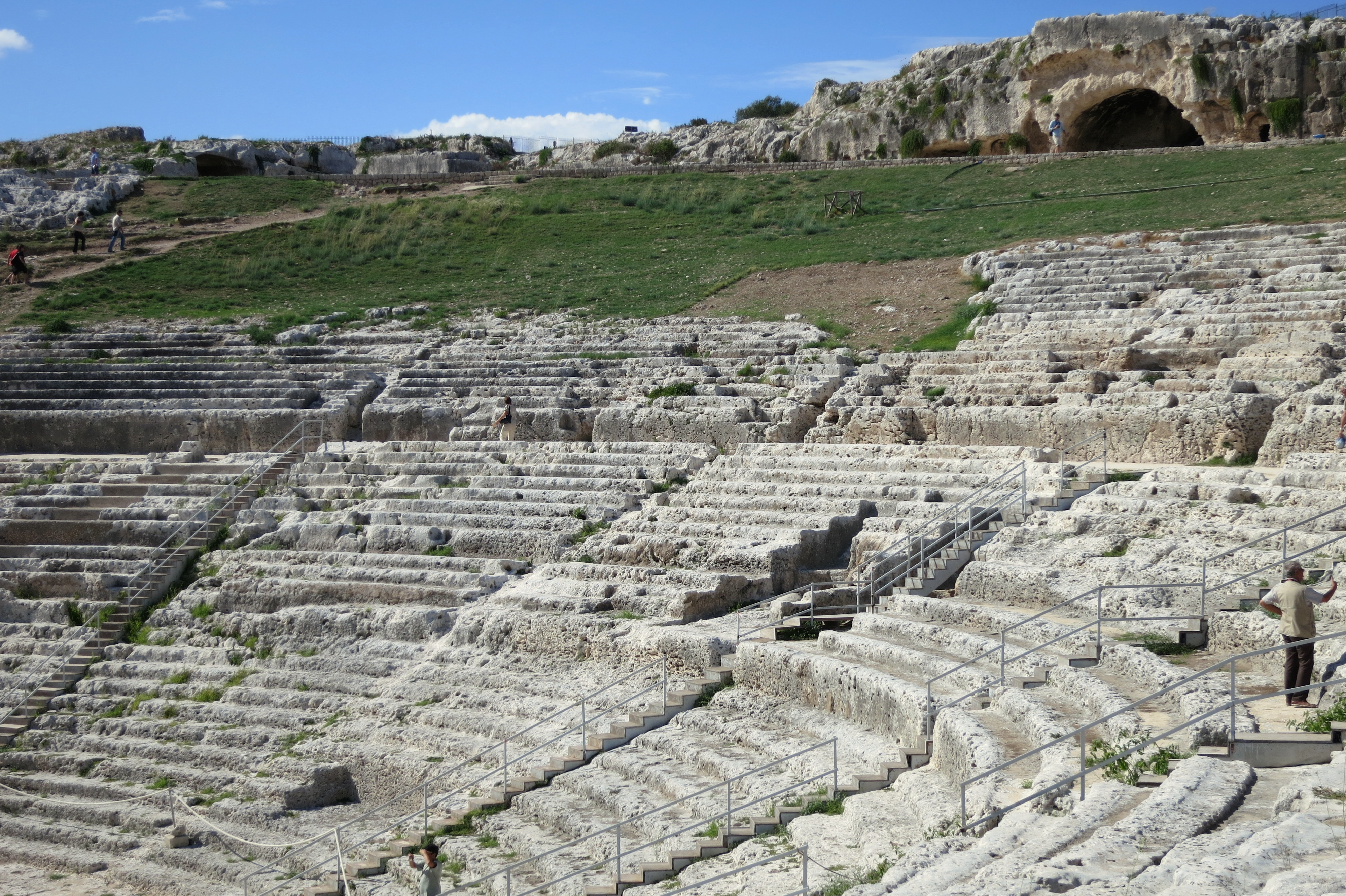
Teatro de Siracusa
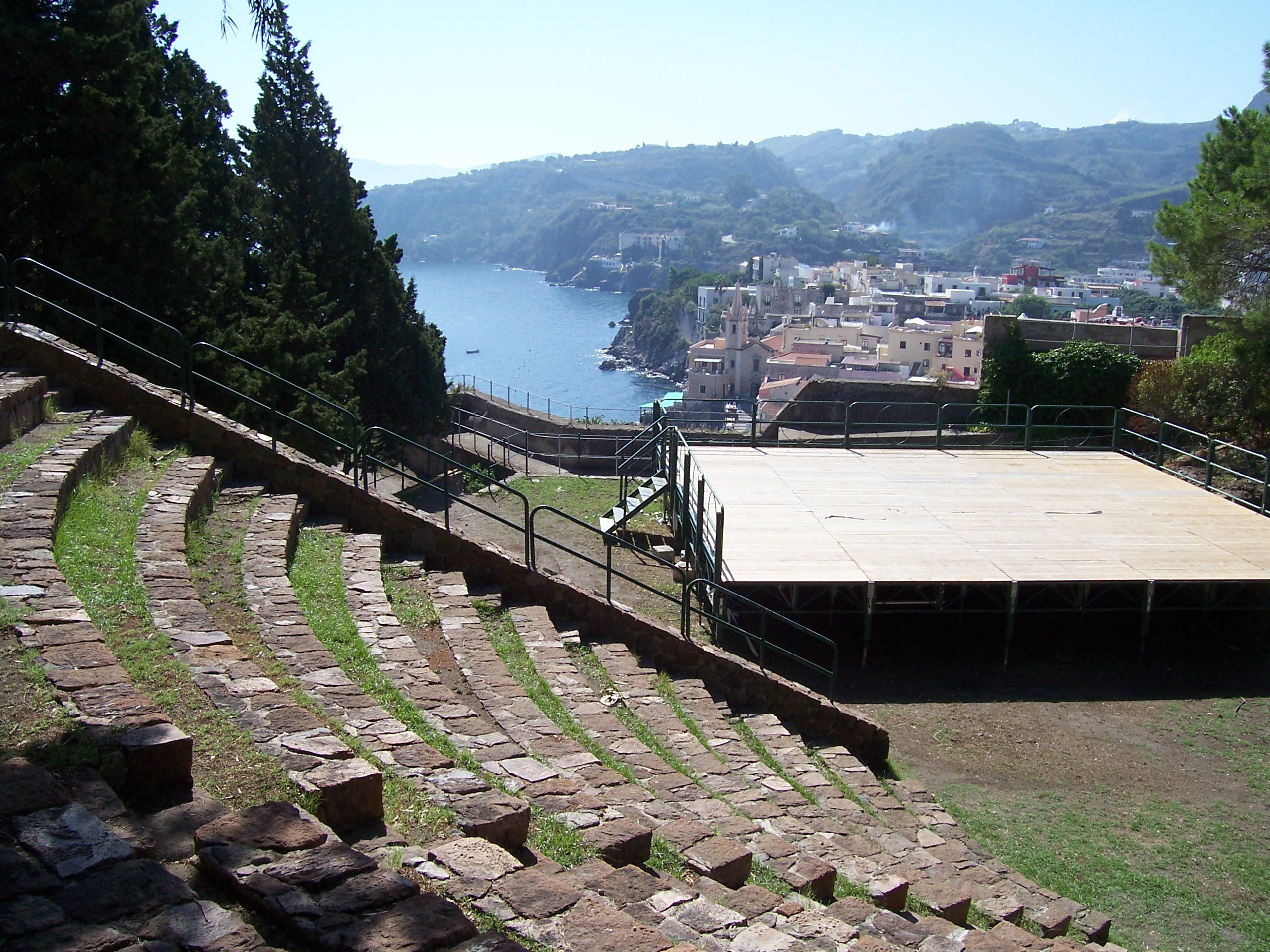
Teatro de Lipari (Sicilia)
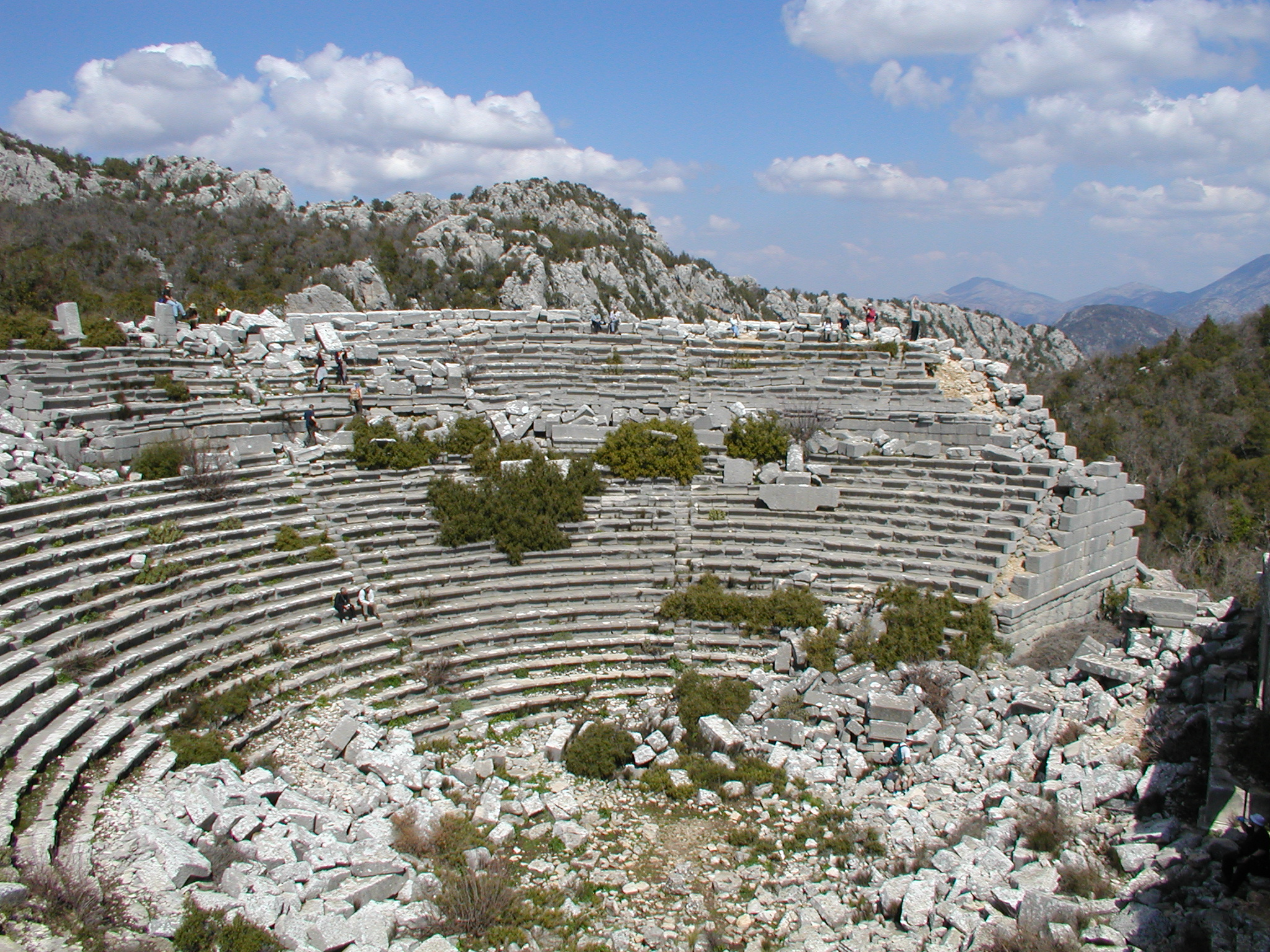
Teatro de Termessos
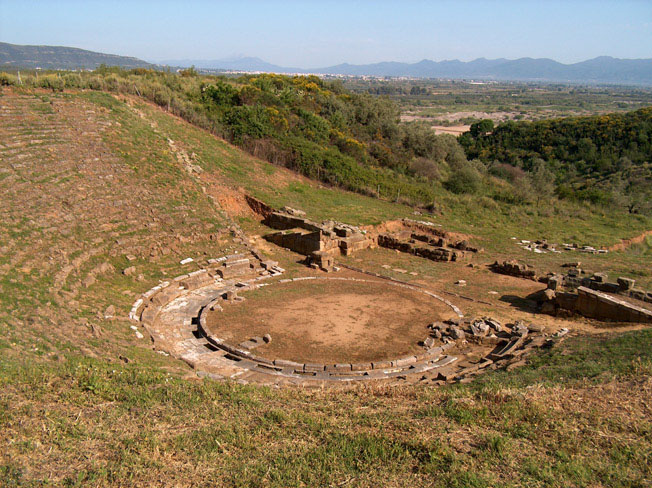
Teatro de Etolia Acarniana
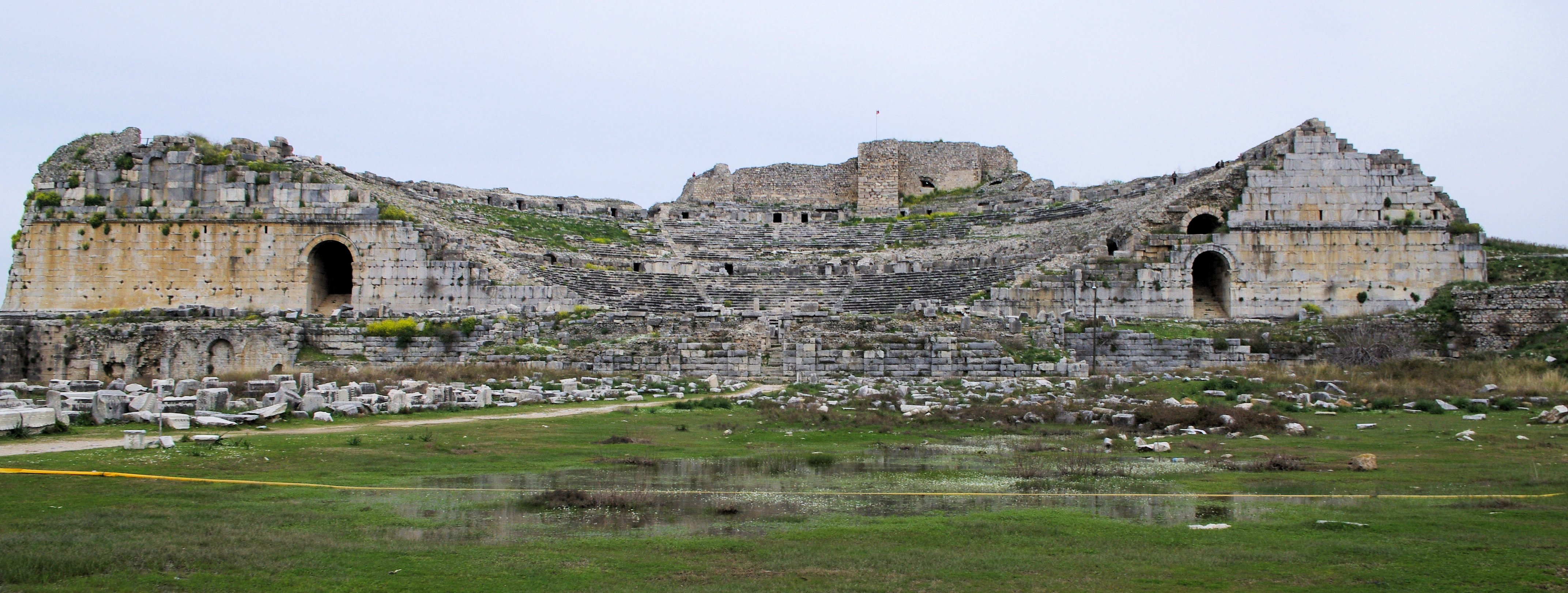
Teatro de Mileto
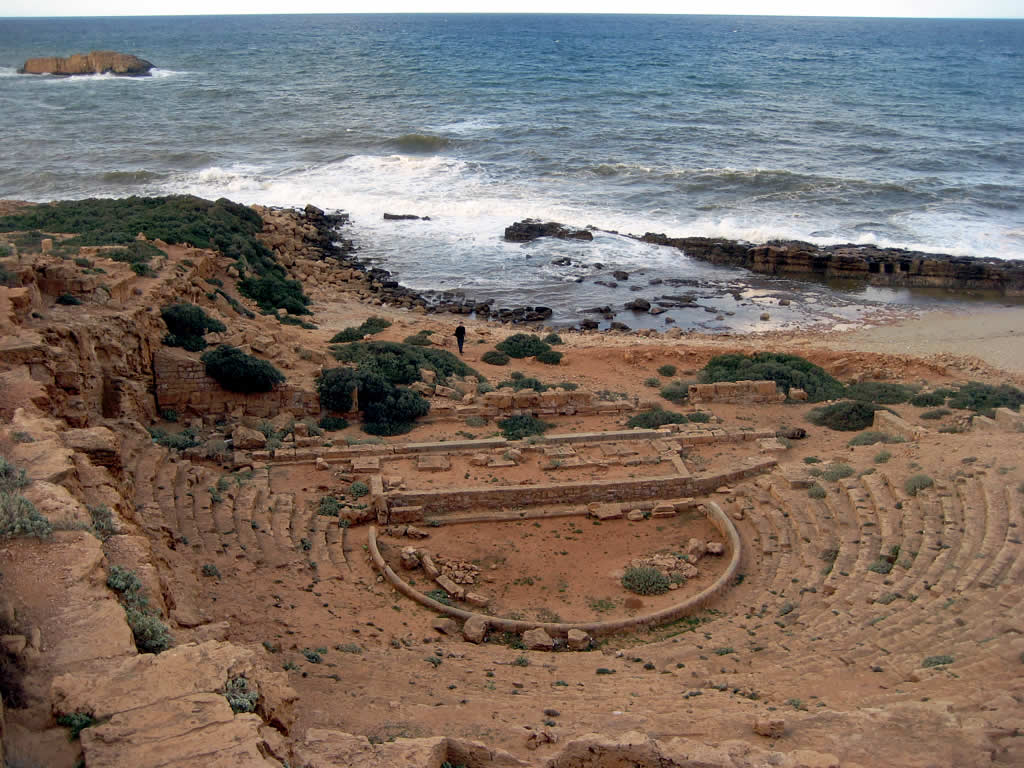
Teatro de Apolonia
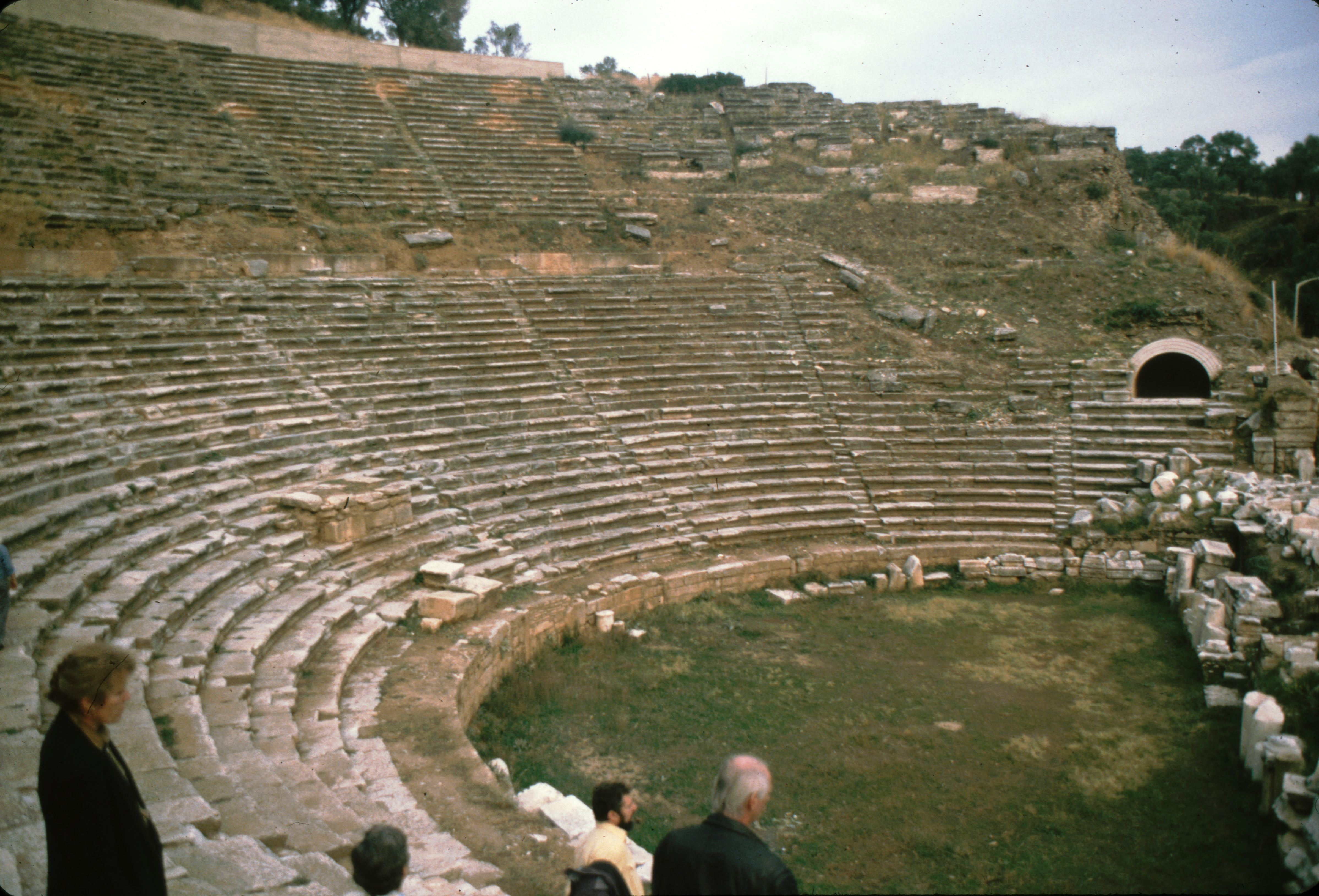
Teatro de Niza
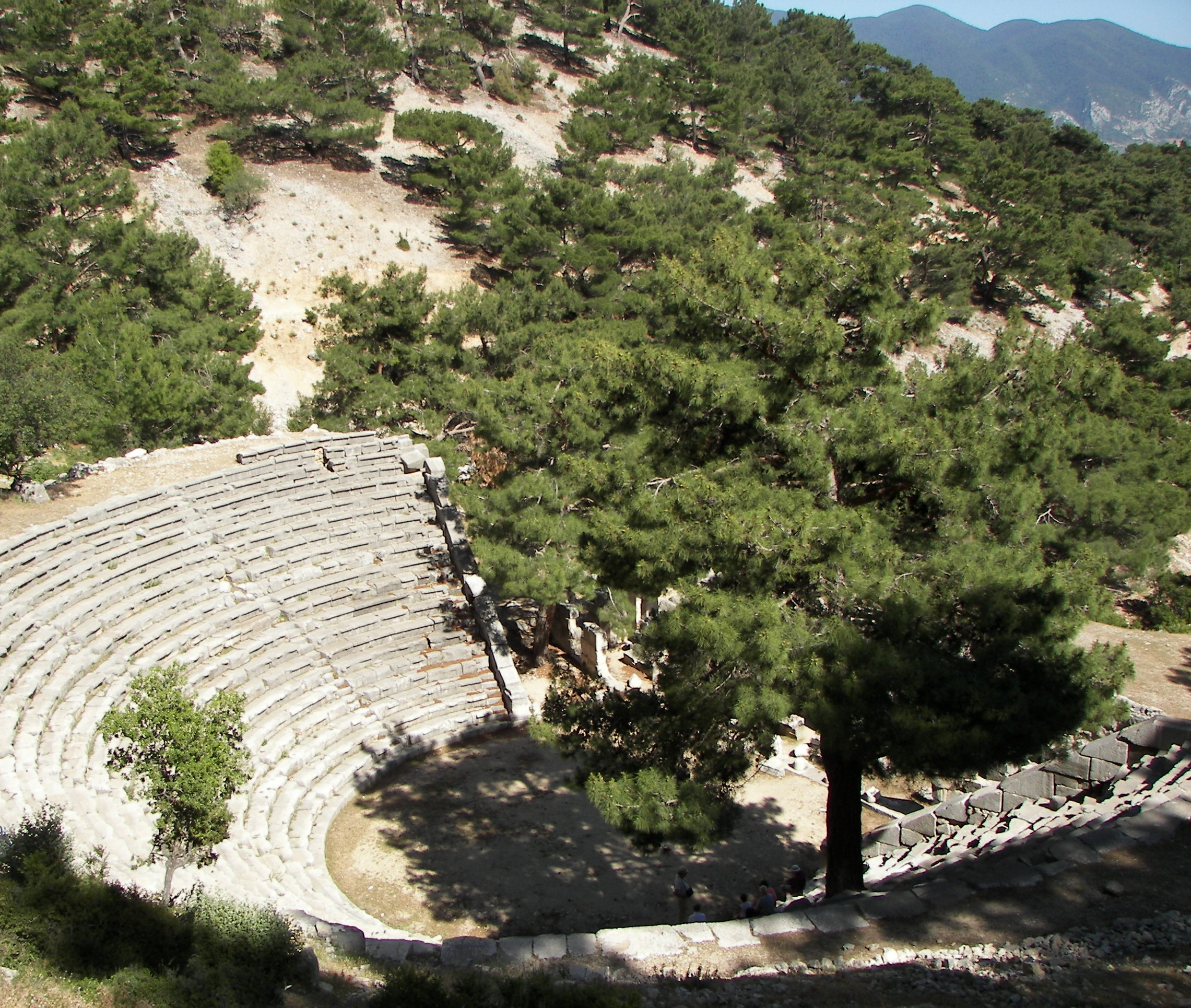
Teatro de Aricanda
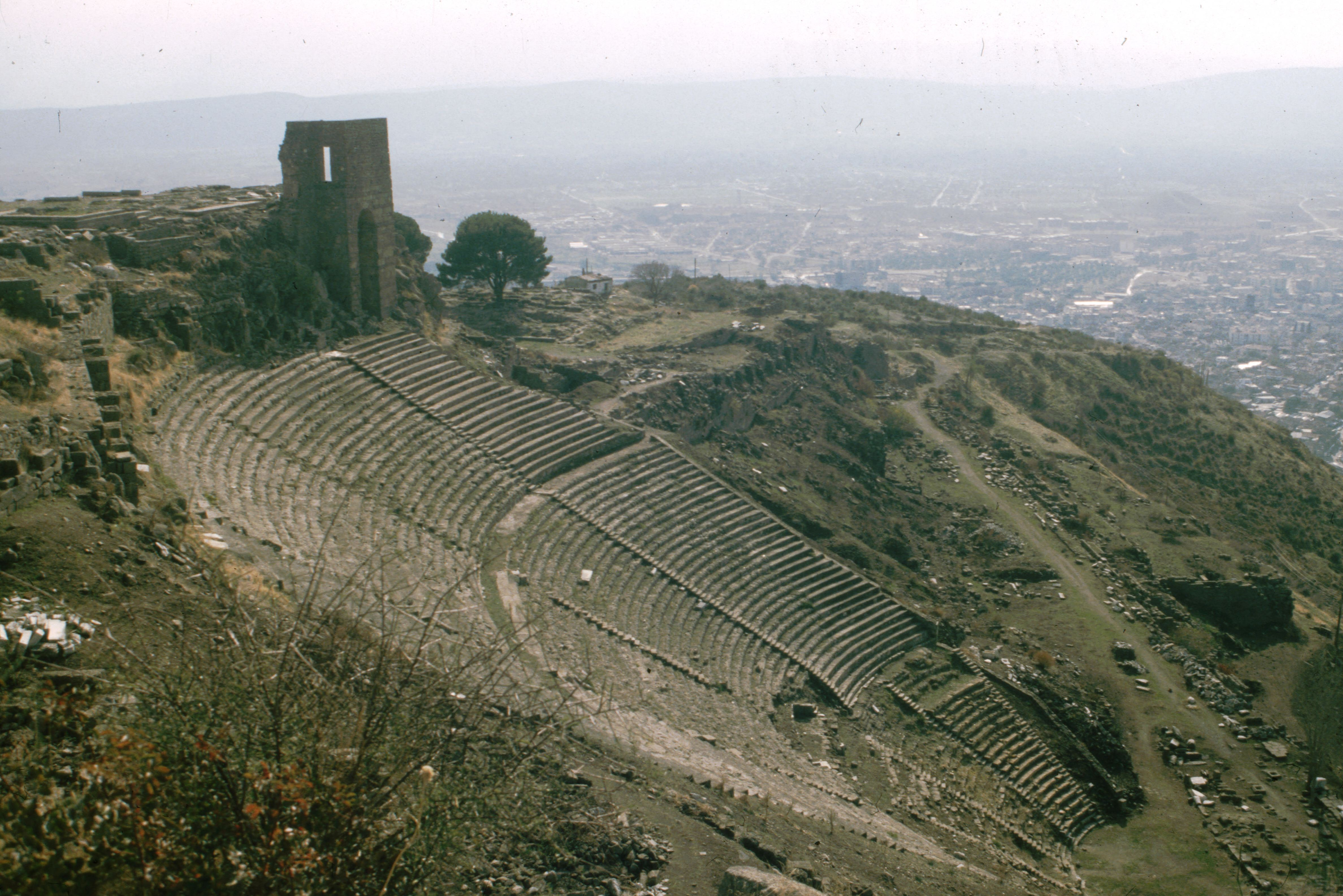
Teatro de Pérgamo
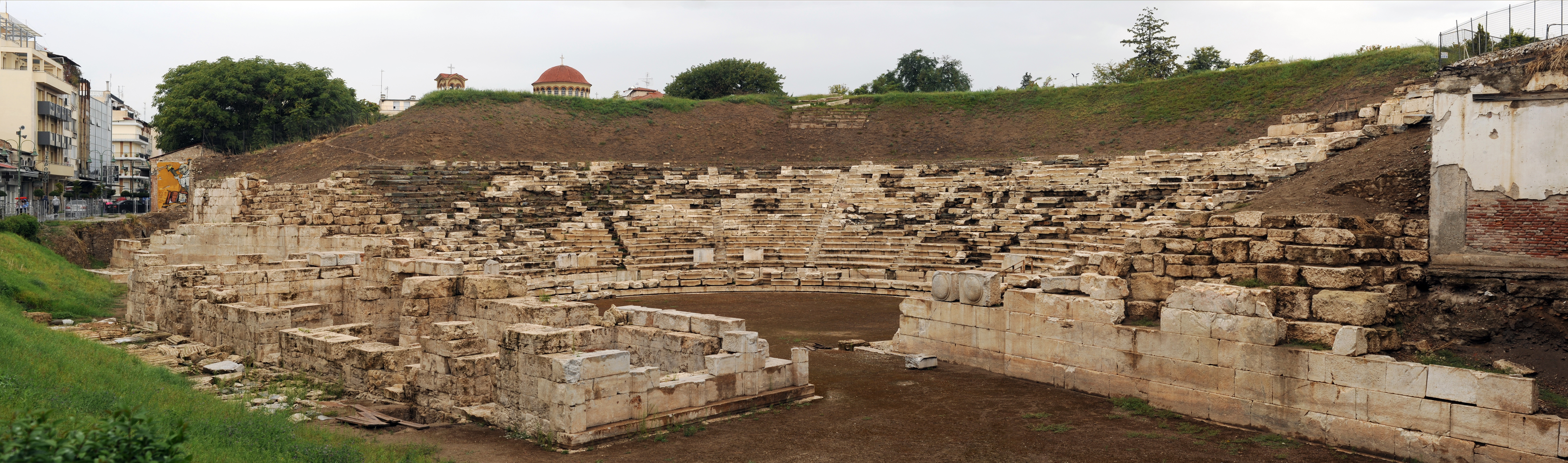
Teatro de Larisa, Tesalia
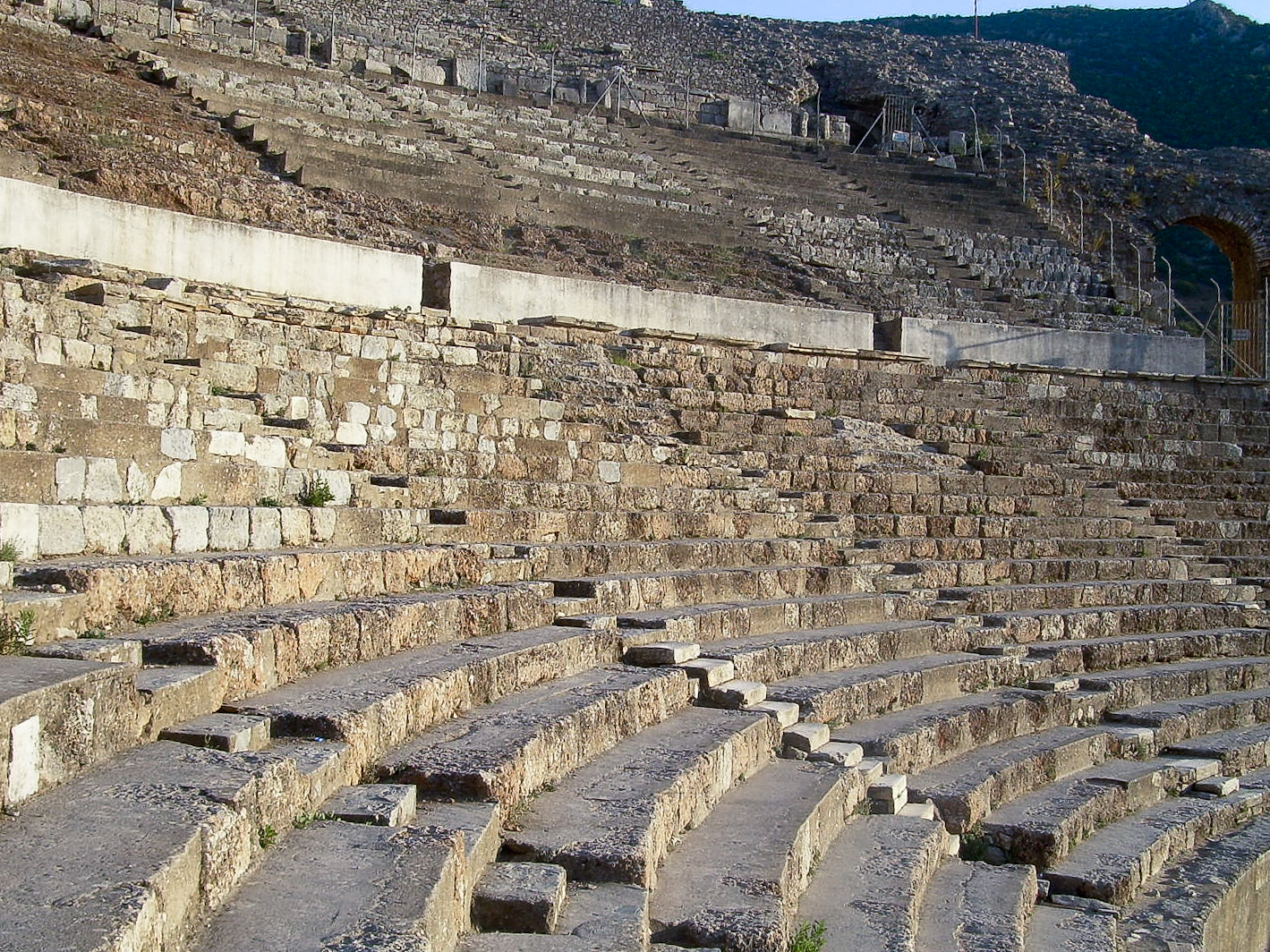
Teatro de Éfeso
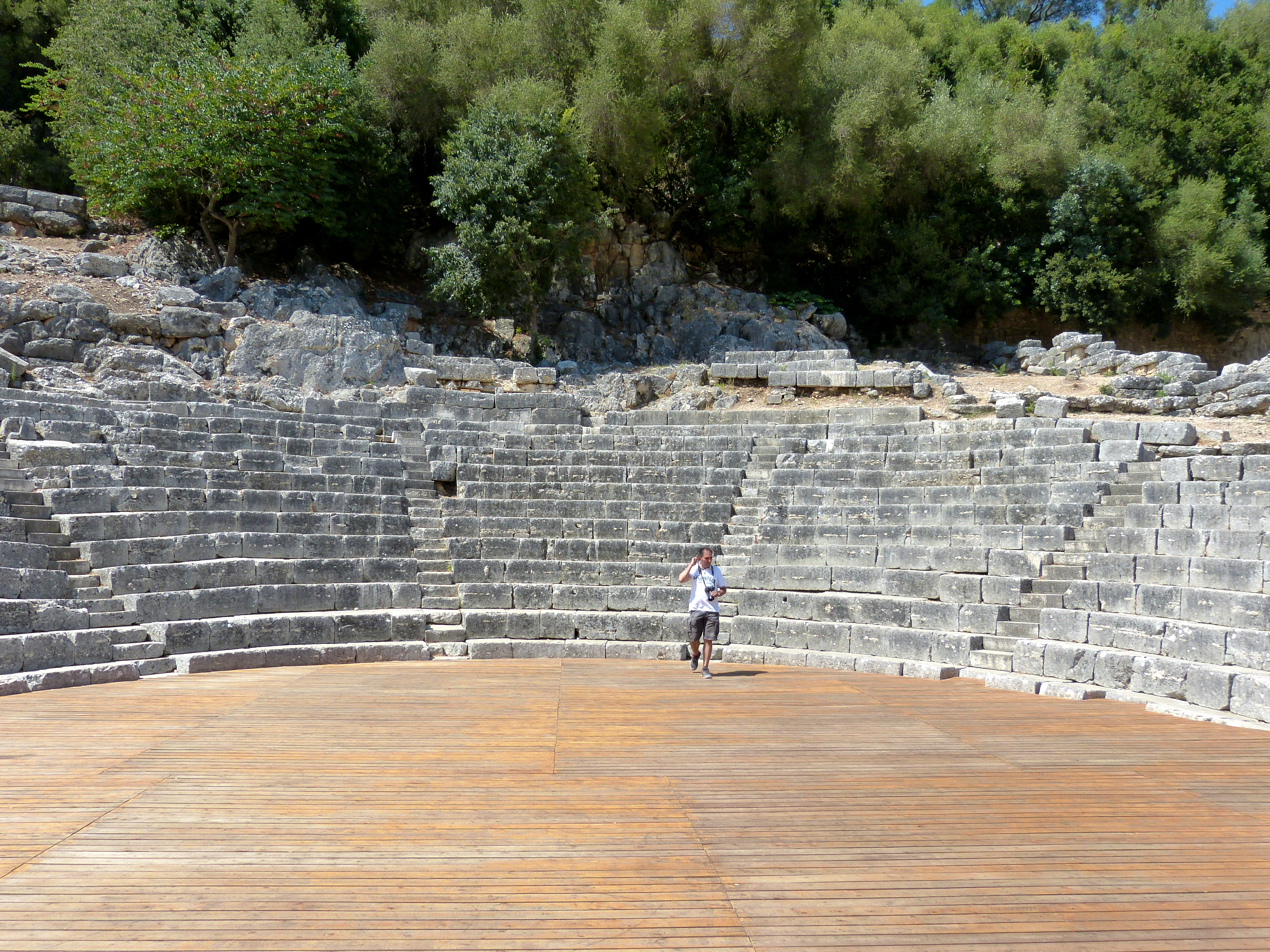
Teatro de Butrint en Epiro, hoy en Albania

- Wikimedia Commons alberga una categoría multimedia sobre teatros de la Antigua Grecia.

## Los precursores del teatro: Tespis inicia su andadura

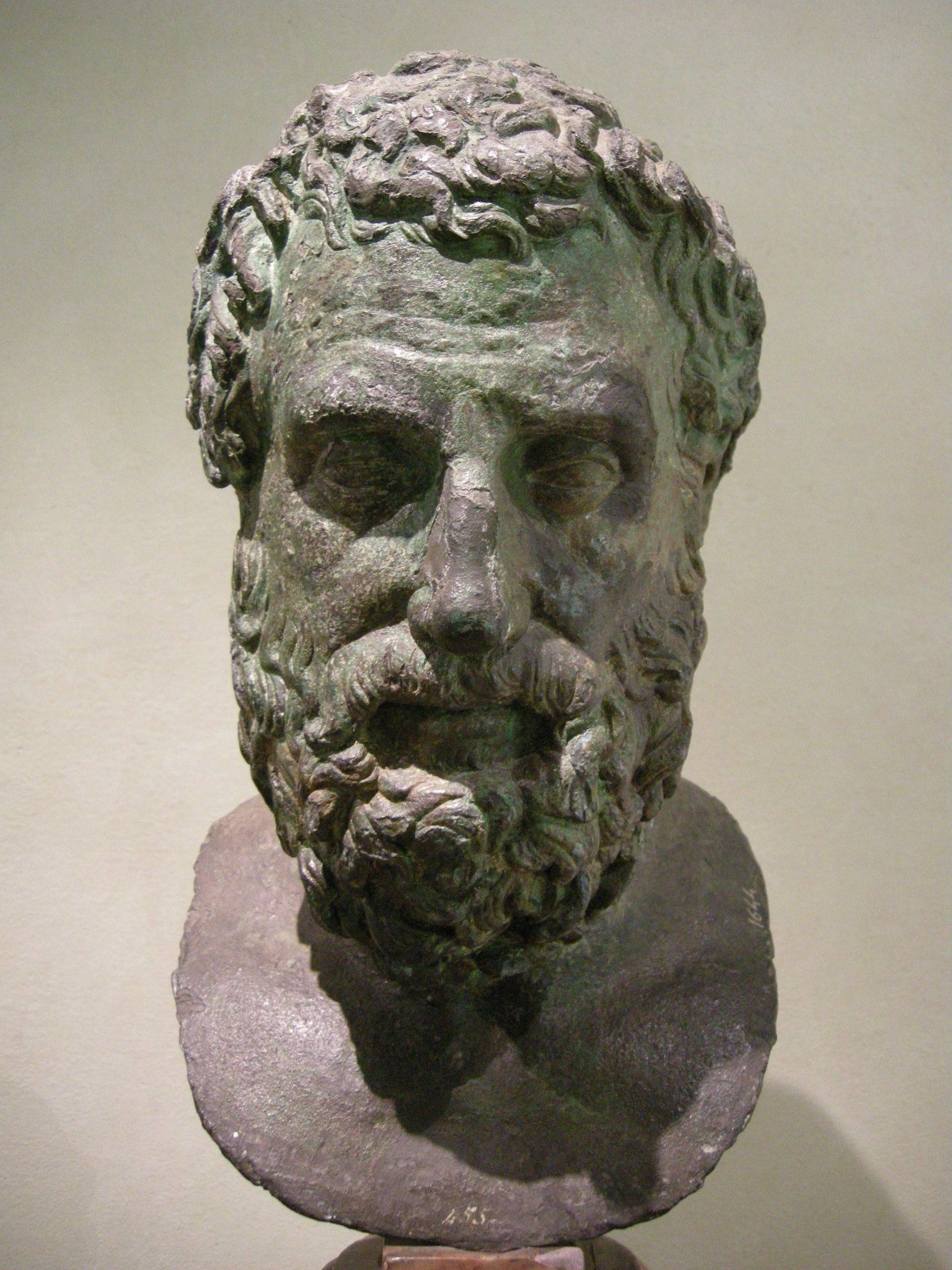
Esquilo, creador de la tragedia. Además de dramaturgo, fue también soldado que defendió Grecia durante las guerras médicas ante la invasión persa, en Maratón (490 a. C.) y Salamina (480 a. C.).

Se considera a Tespis como el padre del teatro. Tespis viajaba en un carro donde montaba su teatro y representaba obras con temas diferentes al culto de Dionisio. Su innovación principal consiste en añadir un personaje que dialogaba y este fue el protagonista.